# Список кавалеров ордена Святой Анны 1-й степени эпохи Александра I
Общая численность кавалеров Александровского царствования — 1081.

## 1801—1805
1. 7 апреля 1801 — Гавриил, митрополит Киевский и Галицкий[1]
2. 21 апреля 1801 — Мусин-Пушкин, Аполлос Аполлосович, тайный советник[1]
3. 2 мая 1801 — Воронцов, Александр Романович, государственный канцлер[1]
4. 25 июня 1801 — Вильгельм, принц Шварцбург-Зондерхаузен[1]
5. 26 июня 1801 — Павел Фридрих Август, Его светлость принц, старший сын князя-епископа Любекского[1]
6. 1 августа 1801 — Людвиг Фридрих Карл, Его светлость Кур-принц Баденский[1]
7. 30 августа 1801 — Франц Фридрих Антон, Его светлость владетельный герцог Саксен-Заальфельд-Кобургский[1]
8. 30 августа 1801 — Людвиг, Его светлость наследный принц Гессен-Дармштадтский[1]
9. 30 августа 1801 — Бранденштейн, Август Георг фон, мекленбургский тайный советник (August Georg von Brandenstein)[1]
10. 30 августа 1801 — барон Гейлинг, состоящий на службе у курфюрста Баденского[1]
11. 15 сентября 1801 — Беклешов, Александр Андреевич, генерал от инфантерии[1]
12. 15 сентября 1801 — Мефодий, епископ Тульский и Белёвский[1]
13. 15 сентября 1801 — Феофил, епископ Тамбовский и Шацкий[2]
14. 15 сентября 1801 — Амвросий, епископ Вятский и Слободский[1]
15. 15 сентября 1801 — Ксенофонт, епископ Владимирский и Суздальский[1]
16. 15 сентября 1801 — Серафим, епископ Дмитровский, викарий Московской епархии[1]
17. 15 сентября 1801 — Хомутов, Григорий Аполлонович, генерал-лейтенант[1]
18. 15 сентября 1801 — князь Голицын, Фёдор Николаевич, тайный советник[1]
19. 15 сентября 1801 — Нартов, Андрей Андреевич, тайный советник[1]
20. 15 сентября 1801 — Муравьёв, Михаил Никитич, тайный советник[1]
21. 15 сентября 1801 — Аршеневский, Илья Яковлевич, орденский казначей, тайный советник[1]
22. 15 сентября 1801 — Львов, Андрей Лаврентьевич, тайный советник[1]
23. 15 сентября 1801 — Кошелев, Дмитрий Родионович, действительный статский советник[1]
24. 15 сентября 1801 — Иванов, Николай Петрович, действительный статский советник[1]
25. 15 сентября 1801 — Фрейнсдорф, Иван Васильевич, действительный статский советник[1]
26. 15 сентября 1801 — Арсеньев, Николай Иванович, действительный статский советник[1]
27. 15 сентября 1801 — Бахметев, Николай Николаевич, генерал-майор[1]
28. 15 сентября 1801 — князь Долгоруков, Пётр Петрович, генерал-майор[1]
29. 15 сентября 1801 — Депрерадович, Леонтий Иванович, генерал-майор[1]
30. 15 сентября 1801 — барон Вольцоген, Вильгельм, обер-гофмейстер герцога Саксен-Веймарского[1]
31. 12 октября 1801 — Мириан Ираклеивич, Его светлость царевич Грузинский, действительный тайный советник[1]
32. 12 октября 1801 — Баграт Георгиевич, Его светлость царевич Грузинский[1]
33. 12 октября 1801 — Иоанн Георгиевич, Его светлость царевич Грузинский[1]
34. 12 октября 1801 — Михаил Георгиевич, Его светлость царевич Грузинский[1]
35. 12 октября 1801 — Вахтанг Ираклиевич, Его светлость царевич Грузинский[1]
36. 13 октября 1801 — Платов, Матвей Иванович, генерал-лейтенант[1]
37. 3 ноября 1801 — Клингер, Фёдор Иванович, генерал-лейтенант[1]
38. 7 ноября 1801 — Панкратьев, Пётр Прокофьевич, тайный советник[1]
39. 10 ноября 1801 — Сомов, Андрей Андреевич, генерал-майор[1]
40. 26 ноября 1801 — граф Мантейфель, Андрей Иванович, тайный советник[1]
41. 10 декабря 1801 — Шишков, Дмитрий Семёнович, действительный статский советник[1]
42. 19 декабря 1801 — Резанов, Дмитрий Иванович, тайный советник[1]
43. 19 декабря 1801 — Новицкий, Осип Иванович, генерал-майор[1]
44. 1 февраля 1802 — Пушкин, Фёдор Алексеевич, действительный статский советник[1]
45. 7 февраля 1802 — Деморах, Карл Фёдорович, тайный советник[1]
46. 19 февраля 1802 — Демидов, Пётр Григорьевич, тайный советник[1]
47. 5 марта 1802 — де Воллан, Франц Павлович, генерал-лейтенант[1]
48. 18 апреля 1802 — князь Салагов, Семён Иванович, генерал-лейтенант[1]
49. 19 мая 1802 — Кочетов, Николай Иванович, тайный советник[1]
50. 26 мая 1802 — Фридих Людвиг Александр, Его светлость герцог Вюртембергский[1]
51. 27 мая 1802 — Голицын, Сергей Фёдорович, генерал от инфантерии[1]
52. 29 мая 1802 — принц Генрих Фридрих Карл Вюртембергский, брат вдовствующей императрицы Марии Фёдоровны[1]
53. 3 июня 1802 — граф Калькройт, Фридрих Адольф фон, генерал от кавалерии прусской службы[1]
54. 21 июня 1802 — Ламздорф, Яков Иванович, тайный советник[1]
55. 5 июля 1802 — Герард, Фёдор Иванович, генерал-лейтенант[1]
56. 1 августа 1802 — Людвиг Вильгельм Август, Его светлость принц Баденский[1]
57. 25 августа 1802 — Лизакевич, Василий Григорьевич, действительный статский советник[1]
58. 27 августа 1802 — Кацарев, Николай Иванович, тайный советник[1]
59. 16 октября 1802 — Борщов, Сергей Семёнович, генерал-лейтенант[1]
60. 20 ноября 1802 — граф Моцениго, Георгий Дмитриевич, тайный советник[1]
61. 29 ноября 1802 — Кампенгаузен, Балтазар Балтазарович, действительный камергер[1]
62. 6 января 1803 — Шепинг, тайный советник[1]
63. 9 февраля 1803 — Баранов, Николай Иванович, тайный советник[1]
64. 13 февраля 1803 — Варлаам, архиепископ Грузинский[1]
65. 20 февраля 1803 — Татищев, Дмитрий Павлович, тайный советник[1]
66. 7 апреля 1803 — Сильвестр, епископ Малороссийский и Переяславский[1]
67. 21 апреля 1803 — Бороздин, Матвей Корнилович, генерал-рекетмейстер[1]
68. 20 мая 1803 — Пильковский, Давид Зигмунт, епископ Виленский (pl:Dawid Zygmunt Pilchowski)[1]
69. 21 мая 1803 — Италинский, Андрей Яковлевич, действительный камергер[1]
70. 22 мая 1803 — Клейнмихель, Андрей Андреевич, генерал-майор[1]
71. 17 июня 1803 — Арсений, епископ Воронежский[1]
72. 17 июня 1803 — Михаил, епископ Черниговский и Неженский[1]
73. 3 июля 1803 — Резанов, Николай Петрович, действительный камергер[1]
74. 4 июля 1803 — Князев, Иван Иванович, генерал[1]
75. 6 июля 1803 — князь Голицын, Борис Владимирович, генерал-лейтенант[1]
76. 7 августа 1803 — Карл Фридрих, Его светлость наследный принц Саксен-Веймарский[1]
77. 31 августа 1803 — Пещуров, Никита Иванович, тайный советник[1]
78. 11 сентября 1803 — князь Волконский, Пётр Михайлович, генерал-майор[1]
79. 16 октября 1803 — граф Морков, Аркадий Иванович, действительный тайный советник[1]
80. 21 ноября 1803 — Голенищев-Кутузов, Павел Иванович, тайный советник[1]
81. 21 ноября 1803 — Тургенев, Иван Петрович, тайный советник[1]
82. 7 декабря 1803 — Стурм, Александр Иванович, генерал-лейтенант[1]
83. 1 января 1804 — граф Салтыков, Александр Николаевич, гофмейстер[1]
84. 1 января 1804 — граф Салтыков, Сергей Николаевич, шталмейстер[1]
85. 20 января 1804 — Мейер, комиссар со стороны прусского двора в бывшей комиссии в Варшаве о упадших банках[1]
86. 29 января 1804 — князь Орбельянов, Иван, генерал-майор[1]
87. 12 февраля 1804 — Гаий, епископ Пензенский и Саратовский[1]
88. 16 февраля 1804 — Митусов, Пётр Петрович, тайный советник[1]
89. 17 февраля 1804 — Ланской, Степан Сергеевич, гофмаршал[1]
90. 5 марта 1804 — Бакунин, Михаил Михайлович, действительный статский советник[1]
91. 5 марта 1804 — Шишкин, Сергей Алексеевич, действительный статский советник[1]
92. 8 марта 1804 — Ланской, Сергей Сергеевич, действительный камергер[1]
93. 25 марта 1804 — Арсений, митрополит Тифлисский[1]
94. 30 апреля 1804 — Дашкович-Горбацкий, епископ Пинский римско-униатский[1]
95. 22 мая 1804 — барон фон дер Остен-Сакен 1-й, генерал-лейтенант[1]
96. 27 мая 1804 — Карцов, Пётр Кондратьевич, вице-адмирал[1]
97. 22 июля 1804 — Карл Август, Его светлость владетельный герцог Саксен-Веймарский[1]
98. 22 июля 1804 — Муханов, Алексей Ильич, тайный советник[1]
99. 22 июля 1804 — князь Багратион, Кирилл Григорьевич (Багратион, Кирилл Александрович?), тайный советник[1]
100. 22 июля 1804 — князь Тенишев, Дмитрий Васильевич, действительный статский советник[1]
101. 22 июля 1804 — Мертваго, Дмитрий Борисович, действительный статский советник[1]
102. 22 июля 1804 — князь Голицын, Александр Николаевич, действительный камергер[1]
103. 25 июля 1804 — Портнягин, Семён Андреевич, генерал-майор[1]
104. 19 августа 1804 — Антоний, епископ Тобольский[1]
105. 19 августа 1804 — Иоаникий, архиепископ Подольский[1]
106. 25 августа 1804 — Штейнгель, Фаддей Фёдорович, генерал-майор[1]
107. 19 октября 1804 — Гаскойн, Карл Карлович, действительный статский советник[1]
108. 28 октября 1804 — Кушников, Сергей Сергеевич, действительный статский советник[1]
109. 1 ноября 1804 — Захаров, Иван Семёнович, тайный советник[1]
110. 21 декабря 1804 — Нелидов, Василий Иванович, тайный советник[3]
111. 31 декабря 1804 — Беляков, Пётр Ульянович, действительный статский советник[3]

## 1805—1810

### 1805
1. 27 января 1805 — Дадиани, Леван, князь Мингрельский[3]
2. 7 февраля 1805 — Лихачёв, Пётр Гаврилович, генерал-майор[3]
3. 1 февраля 1805 — Христофор, епископ Слободско-Украинский и Харьковский[3]
4. 5 марта 1805 — Евгений, епископ Старорусский, викарий Новгородской епархии[3]
5. 7 марта 1805 — Глазенап, Григорий Иванович, генерал-лейтенант[3]
6. 17 марта 1805 — Завалишин, Иринарх Иванович, генерал-майор[3]
7. 19 марта 1805 — Опперман, Карл Иванович, генерал-майор[3]
8. 8 апреля 1805 — граф Головкин, Пётр Гаврилович, егермейстер[3]
9. 16 июня 1805 — Варлаам, епископ Волынский и Житомирский[3]
10. 21 июня 1805 — Мясоедов, Алексей Ефимович, контр-адмирал[3]
11. 5 августа 1805 — Чевкин, Владимир Иванович, действительный статский советник[3]
12. 19 августа 1805 — Балашев, Александр Дмитриевич, генерал-майор[3]
13. 23 октября 1805 — Мёллендорф, Вихард Иоахим Генрих фон, генерал-фельдмаршал прусской службы[3]
14. 23 октября 1805 — барон Гарденберг, Карл Август фон, статс- и кабинет-министр короля Прусского[3]
15. 25 октября 1805 — принц Павел Александр Саксен-Веймар-Эйзенахский, сын Карла Фридриха и Марии Павловны[4]
16. 28 октября 1805 — Фогт, тайный советник в службе герцога Саксен-Веймарского и Эйзенахского[3]
17. 28 октября 1805 — барон Эглофштейн, Август Карл фон, гофмаршал Саксен-Веймарского двора[3]
18. 13 декабря 1805 — Фридрих Людвиг, князь Гогенлоэ-Ингельфингенский[4][5]

### 1806
1. 12 января 1806 — граф Витгенштейн, Пётр Христианович, генерал-майор[3]
2. 12 января 1806 — Уланиус, Карл Карлович, генерал-майор[3]
3. 12 января 1806 — Инзов, Иван Никитич, генерал-майор[3]
4. 13 февраля 1806 — Калинин, Николай Игнатьевич, действительный статский советник[3]
5. 13 февраля 1806 — Ключарёв, Фёдор Петрович, действительный статский советник[3]
6. 14 февраля 1806 — Хитрово, Николай Фёдорович, генерал-майор[3]
7. 24 февраля 1806 — барон Меллер-Закомельский, Пётр Иванович, генерал-лейтенант<[3]
8. 24 февраля 1806 — Марков, Евгений Иванович, генерал-майор[3]
9. 24 февраля 1806 — князь Гагарин, Павел Гаврилович, генерал-адъютант[3]
10. 24 февраля 1806 — Чаплиц, Ефим Игнатьевич, генерал-майор[3]
11. 2 марта 1806 — Труссон, Христиан Иванович, генерал-лейтенант[3]
12. 7 марта 1806 — граф Каменский, Сергей Михайлович, генерал-лейтенант[3]
13. 15 марта 1806 — Шванебах, Христиан Фёдорович, генерал-майор[3]
14. 15 марта 1806 — Гартинг, Иван Маркович, генерал-майор[3]
15. 15 марта 1806 — граф Комаровский, Евграф Федотович, генерал-адъютант[3]
16. 31 марта 1806 — Башуцкий, Павел Яковлевич, генерал-майор[3]
17. 6 апреля 1806 — Пасевьев, Пётр Степанович, действительный статский советник<[3]
18. 6 апреля 1806 — Николай Дадиани, Мингрельский князь[3]
19. 22 мая 1806 — Ахвердов, Николай Исаевич, генерал-майор[3]
20. 8 июня 1806 — Виссарион, митрополит Укоиндский, архипастырь всея Мингрелии[3]
21. 14 июля 1806 — принц Бирон, Густав Карлович, действительный камергер[3]
22. 4 августа 1806 — Стройновский, епископ Виленский[3]
23. 27 августа 1806 — граф Бентинк, Вильгельм Фридрих Густав[3]
24. 12 ноября 1806 — Родофиникин, Константин Константинович, действительный статский советник[3]
25. 18 ноября 1806 — Дмитриев, Иван Иванович, тайный советник и сенатор[3]
26. 18 ноября 1806 — барон Строганов, Александр Сергеевич, тайный советник[3]
27. 18 ноября 1806 — Лавров, Николай Иванович, генерал-майор[3]
28. 18 ноября 1806 — граф Мусин-Пушкин-Брюс, Василий Валентинович, действительный камергер[3]
29. 18 ноября 1806 — Ланской, Дмитрий Сергеевич, действительный статский советник[3]
30. 18 ноября 1806 — Бахтин, Иван Иванович, действительный статский советник[3]
31. 18 ноября 1806 — Фёдоров, Сергей Фёдорович, протопресвитер, Его Императорского Величества духовник[3]
32. 18 ноября 1806 — Амвросий, архиепископ Тобольский[3]
33. 18 ноября 1806 — Вениамин, архиепископ Нижегородский[3]
34. 18 ноября 1806 — Амвросий, епископ Тульский[3]
35. 18 ноября 1806 — Евлампий, епископ Архангельский[3]
36. 18 ноября 1806 — Иустин, епископ Пермский[3]
37. 18 ноября 1806 — Феофан, епископ Чигиринский, викарий Киевской епархии[3]
38. 18 ноября 1806 — Августин, епископ Дмитровский, викарий Московской епархии[3]
39. 18 ноября 1806 — Лисовский, Ираклий, униатский митрополит[3]
40. 25 ноября 1806 — князь Голицын, Александр Михайлович, гофмейстер[3]
41. 28 ноября 1806 — Четвериков, Филипп Прохорович, действительный статский советник[3]
42. 14 декабря 1806 — Фризель, Иван Григорьевич, тайный советник[3]

### 1807
1. 30 января 1807 — Борисов, Александр Иванович, вице-адмирал[3]
2. 2 февраля 1807 — Пустошкин, Семён Афанасьевич, контр-адмирал[3]
3. 26 февраля 1807 — Полетика, Михаил Иванович, действительный статский советник[3]
4. 1 марта 1807 — Вердеревский, Николай Иванович, генерал-майор[3]
5. 5 марта 1807 — Языков, Николай Львович, вице-адмирал[3]
6. 15 марта 1807 — Сперанский, Михаил Михайлович, действительный статский советник[3]
7. 8 апреля 1807 — Багговут, Карл Фёдорович, генерал-майор[3]
8. 8 апреля 1807 — Резвый, Дмитрий Петрович, генерал-майор[3]
9. 8 апреля 1807 — Евгений, Его светлость принц Вюртембергский, генерал-майор[3]
10. 13 апреля 1807 — Демидов, Николай Иванович, генерал-майор[3]
11. 26 апреля 1807 — Сукин, Александр Яковлевич, генерал-майор[3]
12. 1 июня 1807 — Комбурлей, Михаил Иванович, тайный советник[3]
13. 2 июня 1807 — граф Толстой, Дмитрий Александрович, генерал-майор[3]
14. 2 июня 1807 — Брадке, Фёдор Иванович, генерал-майор[3]
15. 27 июня 1807 — Талейран, Карл Мавриций, Его светлость князь Бенвентский, французский оберкамергер[3]
16. 27 июня 1807 — Бертье, Александр, Его светлость князь Невшательский, французский генерал-фельдмаршал[3]
17. 5 июля 1807 — Пашков, Василий Александрович, генерал-майор[3]
18. 12 июля 1807 — Геринг, Пётр Фёдорович, генерал-лейтенант[3]
19. 12 июля 1807 — Михайловский, Кирилл Григорьевич, контр-адмирал[3]
20. 16 июля 1807 — Ушаков, Александр Андреевич, действительный статский советник[3]
21. 19 июля 1807 — Апрелев, Фёдор Иванович, генерал-майор[3]
22. 22 июля 1807 — князь Гагарин, Иван Алексеевич, шталмейстер[3]
23. 22 июля 1807 — Гладкий, Кирилл Семёнович, действительный статский советник[3]
24. 1 августа 1807 — Ртищев, Николай Фёдорович, генерал-лейтенант[3]
25. 1 августа 1807 — Квашнин-Самарин, Александр Петрович, генерал-лейтенант[3]
26. 1 августа 1807 — Поликарпов, Александр Васильевич, тайный советник и сенатор[3]
27. 1 августа 1807 — Коновницын, Пётр Петрович, генерал-майор[3]
28. 1 августа 1807 — Оленин, Алексей Николаевич, действительный статский советник[3]
29. 3 августа 1807 — Говоров, Иван Петрович, генерал-майор[3]
30. 7 августа 1807 — Засс, Андрей Павлович, генерал-лейтенант[3]
31. 7 августа 1807 — Левиз, Фёдор Фёдорович, генерал-майор[3]
32. 20 августа 1807 — Муханов, Александр Ильич, действительный статский советник[3]
33. 24 августа 1807 — Кнорринг, Отто Фёдорович, генерал-майор[3]
34. 24 августа 1807 — Белуха-Кохановский, генерал-майор[3]
35. 5 сентября 1807 — Шарнхорст, Герхард, королевской Прусской службы генерал-майор[3]
36. 5 сентября 1807 — Клейст, Фридрих фон, королевской Прусской службы полковник[3]
37. 5 сентября 1807 — барон Шладен, Фридрих Генрих Леопольд фон, королевский Прусский посол в России[3]
38. 9 сентября 1807 — князь Волконский, Дмитрий Михайлович, генерал-лейтенант[3]
39. 14 сентября 1807 — Фок, Александр Борисович, генерал-лейтенант[3]
40. 18 сентября 1807 — Грейг, Алексей Самойлович, контр-адмирал[3]
41. 21 сентября 1807 — Лобанов, Василий Михайлович, генерал-майор[3]
42. 29 сентября 1807 — Васильчиков, Илларион Васильевич, генерал-адъютант[3]
43. 29 сентября 1807 — граф Шувалов, Павел Андреевич, генерал-майор[3]
44. 17 октября 1807 — Цехановецкий, Иван Мартынович, действительный статский советник[3]
45. 16 октября 1807 — Моллер, Фёдор Васильевич, контр-адмирал[3]
46. 24 октября 1807 — Чичерин, Василий Николаевич, генерал-лейтенант[3]
47. 27 октября 1807 — Миллер, Андрей Логинович, генерал-майор[3]
48. 7 ноября 1807 — Никорица, Иван Андреевич, генерал-лейтенант[3]
49. 7 ноября 1807 — Чесменский, Александр Алексеевич, генерал-майор[3]
50. 7 ноября 1807 — Измайлов, Лев Дмитриевич, генерал-майор[3]
51. 7 ноября 1807 — Поливанов, Юрий Игнатьевич, генерал-майор[3]
52. 15 ноября 1807 — Литвинов, Пётр Максимович, действительный статский советник[3]
53. 7 декабря 1807 — Брусилов, Николай Иванович, действительный статский советник[3]
54. 8 декабря 1807 — князь Гика, Иван Карлович, генерал-лейтенант[6]
55. 8 декабря 1807 — Воинов, Александр Львович, генерал-майор[6]
56. 8 декабря 1807 — Исаев, Иван Иванович, генерал-майор[6]
57. 9 декабря 1807 — барон Глобиг, тайный советник[6]
58. 12 декабря 1807 — Хитрово, Сергей Петрович, действительный тайный советник[6]
59. 12 декабря 1807 — Демидов, Григорий Александрович, гофмейстер[6]
60. 13 декабря 1807 — Кожин, Николай Петрович, генерал-лейтенант[6]
61. 17 декабря 1807 — Эмин, Николай Фёдорович, действительный статский советник[6]
62. 21 декабря 1807 — Львов, Пётр Николаевич, генерал-лейтенант[6]
63. 21 декабря 1807 — барон Корф, Фёдор Карлович, генерал-майор[6]
64. 21 декабря 1807 — граф фон дер Пален, Пётр Петрович, генерал-майор[6]
65. 21 декабря 1807 — Олсуфьев, Захар Дмитриевич, генерал-лейтенант[6]
66. 21 декабря 1807 — Титов, Василий Петрович, генерал-майор[6]
67. 21 декабря 1807 — барон Герсдорф, Карл Максимович, генерал-майор[6]
68. 21 декабря 1807 — Лаптев, Василий Данилович, генерал-майор[6]
69. 28 декабря 1807 — Безродный, Василий Кириллович, генерал-майор[6]

### 1808
1. 1 января 1808 — Молчанов, Пётр Степанович, действительный статский советник[6]
2. 1 января 1808 — Бантыш-Каменский, Николай Николаевич, действительный статский советник[6]
3. 17 января 1808 — граф Сиверс, Карл Карлович, генерал-майор[6]
4. 2 февраля 1808 — Энгельгардт, Григорий Григорьевич, генерал-майор[6]
5. 7 февраля 1808 — Мусин-Пушкин, Пётр Клавдиевич, генерал-лейтенант[6]
6. 7 февраля 1808 — Оффенберг, Карл Густав, тайный советник[6]
7. 12 февраля 1808 — барон Розен, Иван Иванович, генерал-лейтенант[6]
8. 12 февраля 1808 — Титов, Николай Фёдорович (Титов 1-й), генерал-майор[6]
9. 2 марта 1808 — Дирике, Фридрих Отто фон, генерал-майор Прусской службы[6]
10. 2 марта 1808 — Рембов, Михаэль фон, генерал-майор Прусской службы[6]
11. 2 марта 1808 — Стутергейм, генерал-майор Прусской службы[6]
12. 2 марта 1808 — Притвиц, Зигмунд Мориц, генерал-майор Прусской службы[6]
13. 2 марта 1808 — Бачков, генерал-майор Прусской службы[6]
14. 2 марта 1808 — Цитен, Отто фон (1747), генерал-майор Прусской службы (de:Otto von Zieten (General, 1747))[6]
15. 14 марта 1808 — князь Хованский, Сергей Николаевич, действительный статский советник[6]
16. 29 марта 1808 — граф де Ламберт, Карл Осипович, генерал-майор[6]
17. 3 апреля 1808 — Мертенс, Виллим Фёдорович, действительный статский советник[6]
18. 10 апреля 1808 — Сазонов, Иван Терентьевич, генерал-майор[6]
19. 10 апреля 1808 — Шепелев, Дмитрий Дмитриевич, генерал-майор[6]
20. 10 апреля 1808 — Тучков, Павел Алексеевич, генерал-майор[6]
21. 10 апреля 1808 — Бороздин, Николай Михайлович, генерал-майор[6]
22. 10 апреля 1808 — Аракчеев, Андрей Андреевич, генерал-майор[6]
23. 24 апреля 1808 — Яковлев, Пётр Иванович, действительный статский советник[6]
24. 24 апреля 1808 — Леонтьев, Алексей Иванович, действительный статский советник[6]
25. 28 апреля 1808 — Даниил, верховный армянский патриарх[6]
26. 20 мая 1808 — Кнорринг, Отто Фёдорович, генерал-майор[6]
27. 20 мая 1808 — Каховский, Пётр Демьянович, генерал-майор[6]
28. 20 мая 1808 — Юрковский, Анастасий Антонович, генерал-майор[6]
29. 20 мая 1808 — князь Долгоруков, Василий Юрьевич, генерал-майор[6]
30. 20 мая 1808 — Алексеев, Иван Степанович, генерал-майор[6]
31. 20 мая 1808 — Раевский, Николай Николаевич, генерал-лейтенант[6]
32. 20 мая 1808 — граф Ливен, Иван Андреевич, генерал-майор[6]
33. 20 мая 1808 — Кретов, Николай Васильевич, генерал-майор[6]
34. 9 июня 1808 — князь Волконский, Николай Алексеевич, генерал-лейтенант[6]
35. 9 июня 1808 — Татищев, Александр Иванович, генерал-майор[6]
36. 18 июня 1808 — Алопеус, Давид Максимович, тайный советник[6]
37. 26 июня 1808 — Державин, Иоанн, обер-священник[6]
38. 16 июля 1808 — Рахманов, Василий Сергеевич, генерал-майор[6]
39. 1 августа 1808 — Политковский, Гавриил Герасимович, действительный статский советник[6]
40. 3 августа 1808 — граф Орлов, Григорий Владимирович, обер-прокурор Сената[6]
41. 3 августа 1808 — Шетнев, Лаврентий Николаевич, обер-прокурор Сената[6]
42. 6 августа 1808 — барон Меллер-Закомельский, Фёдор Иванович, генерал-майор[6]
43. 13 августа 1808 — Сиверс, Иван Христианович, генерал-майор[6]
44. 15 августа 1808 — Ломен, Фёдор Яковлевич, вице-адмирал[6]
45. 19 августа 1808 — Лубьянович, Корнелий Антонович, действительный статский советник[6]
46. 23 августа 1808 — Адеркас, Андрей Антонович, генерал-майор[6]
47. 25 августа 1808 — Мартынов, Андрей Андреевич, генерал-лейтенант[6]
48. 25 августа 1808 — князь Долгоруков, Иван Михайлович, тайный советник[6]
49. 25 августа 1808 — князь Голицын, Михаил Николаевич, действительный статский советник[6]
50. 29 августа 1808 — Пшеничнев, Григорий Григорьевич, действительный статский советник[6]
51. 30 августа 1808 — Фердинанд Георг Август, Его светлость принц Саксен-Кобургский[6]
52. 25 октября 1808 — Каль, Фердинанд фон, генерал-майор Прусской службы (de:Friedrich von Kall)[6]
53. 25 октября 1808 — граф Шампаньи, Жан Батист Номпер де, герцог Кадорский, министр иностранных дел императора Французского двора[6]
54. 25 октября 1808 — Коленкур, Арман де, герцог Виченский, при Российском императорском дворе чрезвычайный посол императора Французского[6]
55. 25 октября 1808 — Ягов, Людвиг фон, шталмейстер короля Прусского двора (de:Ludwig von Jagow)[6]
56. 25 октября 1808 — Эйнзидель, обер-церемониймейстер Саксен-Веймарского двора[6]
57. 25 октября 1808 — Гёте, министр народного просвещения Саксен-Веймарского двора[6]
58. 25 октября 1808 — Кинсберген, Ян Хендрик, генерал флота королевской Голландской службы[6]
59. 25 октября 1808 — Рёель, Виллем Фредерик, министр иностранных дел королевской Голландской службы[6]
60. 11 ноября 1808 — Соймонов, Владимир Юрьевич, чиновник 4-го класса[7][8]
61. 1 декабря 1808 — Дедерко, Иаков, епископ Минский[6]
62. 11 декабря 1808 — Криницкий, Павел, протопресвитер[6]
63. 13 декабря 1808 — Досифей, митрополит Валахский[6]
64. 13 декабря 1808 — Евгений, епископ Костромской[6]
65. 13 декабря 1808 — Моисей, епископ Пензенский[6]
66. 13 декабря 1808 — Августин, епископ Оренбургский[6]
67. 13 декабря 1808 — Антоний, епископ Старорусский, викарий Новгородской епархии[6]
68. 17 декабря 1808 — Пущин, Иван Петрович, генерал-лейтенант[6]
69. 23 декабря 1808 — Кожевников, Лев Александрович, действительный статский советник[6]
70. 23 декабря 1808 — Малинский, Марк Леонтьевич, действительный статский советник[6]
71. 29 декабря 1808 — барон Виллебранд, Эрнст Густав[6]
72. 30 декабря 1808 — Ширков, Павел Семёнович, генерал-майор[6]

### 1809
1. 1 января 1809 — Карпелан, Симон Вильгельм, генерал-майор бывшей Шведской службы[6]
2. 1 января 1809 — Егерхорн, Фридрих Адольф, полковник бывшей Шведской службы[6]
3. 1 января 1809 — барон де Гер, Роберт Вильгельм, бывшей Шведской службы[6]
4. 5 января 1809 — Лаба, Николай Осипович, действительный статский советник[6]
5. 5 января 1809 — Репьев, Иван Николаевич, действительный статский советник[6]
6. 5 января 1809 — Мансуров, Борис Александрович, действительный статский советник[6]
7. 28 января 1809 — Колокольцов, Иван Михайлович, вице-адмирал[6]
8. 28 января 1809 — Наумов, Павел Аполоссович, действительный статский советник[6]
9. 4 февраля 1809 — Янкович-де-Мириево, Иван Фёдорович, генерал-майор[6]
10. 4 февраля 1809 — Козачковский, Кирилл Фёдорович, генерал-майор[6]
11. 12 февраля 1809 — князь Цицианов, Михаил Дмитриевич, действительный статский советник[6]
12. 17 февраля 1809 — Булыгин, Дмитрий Александрович, генерал-майор[6]
13. 27 февраля 1809 — Алексеев, Илья Иванович, генерал-майор[6]
14. 6 марта 1809 — Шнезе, Алексей Иванович, действительный статский советник[6]
15. 12 марта 1809 — Бороздин, Андрей Михайлович, генерал-лейтенант[6]
16. 20 марта 1809 — Кульнев, Яков Петрович, генерал-майор[6]
17. 13 апреля 1809 — Оффенберг, Генрих Адамович, тайный советник[6]
18. 19 апреля 1809 — Дмитриев-Мамонов, Матвей Васильевич, действительный тайный советник[6]
19. 19 апреля 1809 — Энгель, Фёдор Иванович, тайный советник[6]
20. 19 апреля 1809 — Жохов, Александр Андреевич, генерал-лейтенант[6]
21. 20 апреля 1809 — Руновский, Андрей Максимович, действительный статский советник[6]
22. 20 апреля 1809 — Трескин, Николай Иванович, действительный статский советник[6]
23. 20 апреля 1809 — барон Аш, Казимир Иванович, действительный статский советник[6]
24. 20 апреля 1809 — фон Брин, Франц Абрамович, действительный статский советник[6]
25. 24 апреля 1809 — барон Мальтцан, маршал герцога Ольденбургского[6]
26. 24 апреля 1809 — барон Хаммерштейн, управляющий министерством герцога Ольденбургского (см. de:Hammerstein (Adelsgeschlecht))|[6]
27. 29 апреля 1809 — Хвостов, Александр Семёнович, действительный статский советник[6]
28. 25 мая 1809 — Берг, Бернгард Максимович, генерал-майор[6]
29. 11 июня 1809 — Джибраил Георгиевич, Его светлость царевич Грузинский[6]
30. 11 июня 1809 — Обресков, Николай Васильевич, генерал-майор[6]
31. 11 июня 1809 — Дурасов, Андрей Зиновьевич, генерал-майор[6]
32. 7 июля 1809 — барон Карналл, Карл Константин, Вазаский губернатор[6]
33. 8 июля 1809 — Клуген, Иван Иванович, генерал-майор[6]
34. 2 августа 1809 — Эриксон, Иван Матвеевич, генерал-майор[6]
35. 18 августа 1809 — Сарычев, Гавриил Андреевич, вице-адмирал[6]
36. 24 августа 1809 — Ион, митрополит Грузинский[6]
37. 31 августа 1809 — Ильин, Василий Фёдорович, генерал-майор[6]
38. 20 сентября 1809 — Иловайский, Павел Дмитриевич, генерал-майор[6]
39. 24 сентября 1809 — князь Орбелианов, Томас, генерал-майор[6]
40. 27 сентября 1809 — Ефрем, первенствующий патриарх Армянский[6]
41. 4 октября 1809 — Панчулидзев, Семён Давыдович, генерал-майор[6]
42. 4 октября 1809 — Гангеблов, Семён Георгиевич, генерал-майор[6]
43. 18 октября 1809 — князь Трубецкой, Василий Сергеевич, генерал-адъютант[6]
44. 12 декабря 1809 — Брозин, Василий Иванович, генерал-лейтенант[7]

## 1810—1815

### 1810
1. 4 января 1810 — князь Долгоруков, Алексей Алексеевич, тайный советник[7]
2. 4 января 1810 — барон Гогер, Василий Данилович, действительный статский советник[7]
3. 16 января 1810 — Булатов, Михаил Леонтьевич, генерал-майор[7]
4. 30 января 1810 — князь Орбелианов, Дмитрий Захарьевич, генерал-майор[7]
5. 15 февраля 1810 — Шервашидзе, Георгий, Его светлость владетельный князь Абхазский[7]
6. 4 апреля 1810 — Эренстольп, Карл, улеаборгский губернатор[7]
7. 15 апреля 1810 — Пасынков, Михаил Фёдорович, действительный статский советник[7]
8. 15 апреля 1810 — Гермес, Богдан Андреевич, тайный советник[7]
9. 17 апреля 1810 — Болотников, Алексей Ульянович, тайный советник[7]
10. 13 июня 1810 — Колюбакин, Пётр Михайлович, генерал-майор[7]
11. 13 июня 1810 — Лисаневич, Дмитрий Тихонович, генерал-майор[7]
12. 13 июня 1810 — Ансельм де Жубери, Яков Иванович, генерал-майор[7]
13. 15 июня 1810 — Репнинский, Степан Яковлевич, генерал-майор[7]
14. 15 июня 1810 — Сабанеев, Иван Васильевич, генерал-майор[7]
15. 14 июля 1810 — Бахметьев, Алексей Николаевич, генерал-майор[7]
16. 14 июля 1810 — Хрущов, Иван Алексеевич, генерал-майор[7]
17. 25 июля 1810 — Вистицкий, Михаил Степанович, генерал-майор[7]
18. 27 июля 1810 — Голенищев-Кутузов, Павел Васильевич, генерал-майор[7]
19. 22 августа 1810 — Репин, Иван Иванович, генерал-лейтенант[7]
20. 30 августа 1810 — князь Барятинский, Иван Иванович, тайный советник[7]
21. 30 августа 1810 — Лобаржевский, Игнатий, действительный статский советник[7]
22. 30 августа 1810 — Баранов, Дмитрий Осипович, тайный советник[7]
23. 30 августа 1810 — Зававлиевский, Степан Никитич, действительный статский советник[7]
24. 13 сентября 1810 — Игнатий, митрополит Валашский[7]
25. 27 сентября 1810 — Гедеон, епископ Вятский и Слободский
26. 21 октября 1810 — Фридрих Павел Александр, Его светлость принц Гольштейн-Ольденбургский[7]
27. 14 ноября 1810 — граф Воронцов, Михаил Семёнович, генерал-майор[7]
28. 21 ноября 1810 — Хоментовский, Фёдор Яковлевич, генерал-майор[7]
29. 21 ноября 1810 — Башилов, Александр Александрович, генерал-майор[7]
30. 21 ноября 1810 — князь Хованский, Николай Николаевич, генерал-майор[7]
31. 21 ноября 1810 — Гельфрейх, Богдан Борисович, генерал-майор[7]
32. 23 ноября 1810 — Дехтерев, Николай Васильевич, генерал-майор[7]
33. 28 ноября 1810 — Иловайский, Николай Васильевич, генерал-майор[7]
34. 1 декабря 1810 — граф Орурк, Осип Корнилович, генерал-майор[7]
35. 31 декабря 1810 — Соколов, Иван Алексеевич, тайный советник[7]

### 1811
1. 1 января 1811 — Константин Георгиевич, Его светлость царевич Имеретинский, генерал-майор[7]
2. 1 января 1811 — Хитрово, Алексей Захарович, тайный советник[7]
3. 1 января 1811 — Вилламов, Григорий Иванович, тайный советник[7]
4. 1 января 1811 — Булычев, Иван Семёнович, действительный статский советник[7]
5. 6 января 1811 — Григорий, архиепископ Иеропольский[7]
6. 11 января 1811 — Саблин, Алексей Николаевич, вице-адмирал[7]
7. 31 января 1811 — князь Голицын, Сергей Михайлович, тайный советник[7]
8. 21 марта 1811 — граф Кенсон, Виктор Осипович, генерал-майор[7]
9. 31 марта 1811 — Теймураз Георгиевич, Его светлость царевич Грузинский[7]
10. 2 апреля 1811 — барон Мальтиц, Пётр Фёдорович, тайный советник[7]
11. 2 апреля 1811 — князь Репнин, Николай Григорьевич, генерал-майор[7]
12. 2 апреля 1811 — Градер, Андрей Иванович, действительный статский советник[7]
13. 2 апреля 1811 — Дивов, Пётр Гаврилович, тайный советник[7]
14. 2 апреля 1811 — Грушецкий, Владимир Сергеевич, тайный советник[7]
15. 2 апреля 1811 — барон Корф, Андрей Фёдорович, действительный статский советник[7]
16. 10 апреля 1811 — Генатели, митрополит Имеретинский[7][9]
17. 10 апреля 1811 — Кутатели, митрополит Кутаиский[7][10]
18. 10 апреля 1811 — Церетели, Зураб Кайхосрович, генерал-майор[7]
19. 16 апреля 1811 — маркиз Паулуччи, Филипп Осипович, генерал-майор[7]
20. 4 мая 1811 — Сиверс, Фёдор Фёдорович, генерал-майор[7]
21. 8 мая 1811 — Рахманов, Григорий Николаевич, действительный статский советник[7]
22. 25 мая 1811 — Антоний, архиепископ Грузии, именуемый Католикос[7]
23. 28 мая 1811 — Радинг, Герман Иванович, действительный статский советник[7]
24. 2 июня 1811 — Парнаоз Ираклиевич, Его светлость царевич Грузинский[7]
25. 8 июля 1811 — Магницкий, Леонтий Иванович, действительный статский советник[7]
26. 1 августа 1811 — Леонтьев, Николай Николаевич, генерал-майор[7]
27. 21 августа 1811 — Нечаев, Александр Петрович, генерал-майор[7]
28. 23 августа 1811 — Сандерс, Фёдор Иванович, генерал-майор[7]
29. 30 августа 1811 — Гогель, Иван Григорьевич, генерал-майор[7]
30. 15 октября 1811 — Турчанинов, Павел Петрович, генерал-майор[7]
31. 20 октября 1811 — Иоасаф, епископ Старорусский, викарий Новгородской епархии[7]
32. 12 декабря 1811 — Галл, Роман Романович, вице-адмирал[7]
33. 16 декабря 1811 — граф Санти, Пётр Львович, действительный статский советник[7]
34. 16 декабря 1811 — граф Кутайсов, Павел Иванович, тайный советник[7]
35. 27 декабря 1811 — Глухов, Илья Александрович, генерал-майор[7]
36. 27 декабря 1811 — Игнатьев, Гавриил Александрович, генерал-майор[7]
37. 31 декабря 1811 — Димитрий, епископ Бендерский и Анкерманский[7]
38. 31 декабря 1811 — Магницкий, Михаил Леонтьевич, действительный статский советник[7]

### 1812
1. 1 января 1812 — Депрерадович, Николай Иванович, генерал-майор[7]
2. 21 января 1812 — князь Яшвиль, Лев Михайлович, генерал-майор[7]
3. 12 февраля 1812 — Панчулидзев, Алексей Давыдович, действительный статский советник[7]
4. 12 февраля 1812 — князь Вяземский, Василий Васильевич, генерал-майор[7]
5. 12 февраля 1812 — Удом, Евстафий Евстафьевич, генерал-майор[7]
6. 22 марта 1812 — Карбоньер, Лев Львович, генерал-майор[7]
7. 27 марта 1812 — князь Урусов, Александр Михайлович, действительный статский советник[7]
8. 31 марта 1812 — Кобле, Фома Александрович, генерал-майор (алмазные знаки — 11 июня 1817)[11]
9. 21 апреля 1812 — Лавинский, Александр Степанович, действительный статский советник[7]
10. 21 апреля 1812 — Сулистровский, Казимир Алоизович, действительный статский советник[7]
11. 21 апреля 1812 — князь Ксаверий Францович Друцкий-Любецкий, действительный статский советник[7]
12. 24 апреля 1812 — князь Шаховской, Пётр Иванович, действительный статский советник[7]
13. 2 июня 1812 — князь Урусов, Николай Юрьевич, генерал-майор[7]
14. 5 июня 1812 — барон Анштет, Иван Осипович, действительный статский советник[7]
15. 23 июня 1812 — граф Орлов-Денисов, Василий Васильевич, генерал-майор и генерал-адъютант[7]
16. 3 июля 1812 — Щербинин, Семён Александрович, действительный статский советник[7]
17. 17 июля 1812 — Арсеньев, Василий Дмитриевич, генерал-майор[7]
18. 29 июля 1812 — Фонтон, Осип Петрович, действительный статский советник[7]
19. 7 августа 1812 — Костенецкий, Василий Григорьевич, генерал-майор[7]
20. 14 августа 1812 — князь Шаховской, Иван Леонтьевич, генерал-майор[7]
21. 14 августа 1812 — граф Мернер, Карл, шведский генерал-лейтенант[7]
22. 14 августа 1812 — граф Левенгельм, Карл Аксель, генерал-майор, Его величества короля Шведского генерал-адъютант[7]
23. 26 августа 1812 — князь Щербатов, Алексей Григорьевич, генерал-майор[7]
24. 26 августа 1812 — Бердяев, Александр Николаевич, генерал-майор[7]
25. 26 августа 1812 — Ермолов, Алексей Петрович, генерал-майор[7]
26. 26 августа 1812 — Чоглоков, Павел Николаевич, генерал-майор[7]
27. 26 августа 1812 — Цвиленев, Александр Иванович, генерал-майор[7]
28. 26 августа 1812 — Паскевич, Иван Фёдорович, генерал-майор[7]
29. 26 августа 1812 — барон Розен, Григорий Владимирович, генерал-майор[7]
30. 26 августа 1812 — барон Дука, Илья Михайлович, генерал-майор[7]
31. 26 августа 1812 — Ивашев, Пётр Никифорович, генерал-майор[7]
32. 26 августа 1812 — Ферстер, Егор Христианович, генерал-майор[7]
33. 30 августа 1812 — Лавров, Иван Павлович, действительный статский советник[7]
34. 30 августа 1812 — Яковлев, Лев Алексеевич, действительный статский советник[7]
35. 3 сентября 1812 — князь Сибирский, Александр Васильевич, генерал-майор[7]
36. 12 сентября 1812 — Леонтий, митрополит Сербский (Константинопольского патриархата)[7]
37. 16 сентября 1812 — Берг, Григорий Максимович, генерал-майор[7]
38. 16 сентября 1812 — Довре, Фёдор Филиппович, генерал-майор[7]
39. 16 сентября 1812 — Гамен, Алексей Юрьевич, генерал-майор[7]
40. 18 сентября 1812 — Константин Фридрих Пётр, Его светлость принц Гольштейн-Ольденбургский[7]
41. 19 сентября 1812 — Иловайский, Иван Дмитриевич, генерал-майор[7]
42. 21 сентября 1812 — Властов, Егор Иванович, генерал-майор[7]
43. 6 октября 1812 — Карпов, Аким Акимович, генерал-майор[7]
44. 6 октября 1812 — барон Толь, Карл Фёдорович, генерал-майор[7]
45. 9 октября 1812 — Констанций, епископ Бузенский[7]
46. 17 ноября 1812 — Вельяминов, Иван Александрович, генерал-майор[7]
47. 12 декабря 1812 — Моллер, Отто Васильевич, контр-адмирал[7]
48. 16 декабря 1812 — граф Ожаровский, Адам Петрович, генерал-майор и генерал-адъютант[7]
49. 21 декабря 1812 — Панчулидзев, Семён Давыдович, генерал-майор[7]
50. 31 декабря 1812 — Бороздин, Михаил Михайлович, генерал-лейтенант[7]
51. 31 декабря 1812 — Безродный, Василий Кириллович, генерал-лейтенант[7]
52. 8 января 1813 — Рахманов, Василий Сергеевич, генерал-майор[7]

### 1813
1. 13 января 1813 — граф де Сен-При, Карл Францевич, действительный статский советник[7]
2. 16 января 1813 — Варлаам, Константин, действительный статский советник[7]
3. 26 января 1813 — Кутейников, Дмитрий Ефимович, генерал-майор[7]
4. 4 февраля 1813 — Бенардос, Пантелеймон Егорович, генерал-майор[7]
5. 4 февраля 1813 — Корнилов, Пётр Яковлевич, генерал-майор[7]
6. 13 февраля 1813 — барон Дибич, Иван Иванович, генерал-майор[7]
7. 13 февраля 1813 — Иловайский, Алексей Васильевич, генерал-майор[7]
8. 17 февраля 1813 — Котляревский, Пётр Степанович, генерал-майор[7]
9. 2 марта 1813 — Саблуков, Александр Александрович, генерал-майор[7]
10. 2 марта 1813 — Серебряков, Дмитрий Семёнович, действительный статский советник[7]
11. 8 марта 1813 — Чернышёв, Александр Иванович, генерал-майор и генерал-адъютант[7]
12. 15 марта 1813 — Бианки, австрийский генерал-лейтенант[7]
13. 17 марта 1813 — Пусловский, Войцех Францевич, действительный статский советник[7]
14. 26 марта 1813 — Опочинин, Фёдор Петрович, действительный статский советник[7]
15. 11 апреля 1813 — Канкрин, Егор Францевич, генерал-майор[7]
16. 16 апреля 1813 — граф Левенгельм, шведский генерал[7]
17. 23 апреля 1813 — Кнезен, прусский генерал-майор[7]
18. 24 апреля 1813 — Игельстром, Александр Евстафьевич, генерал-майор[7]
19. 5 мая 1813 — Богданов, Николай Иванович, действительный статский советник[7]
20. 20 мая 1813 — граф Нейдхардт фон Гнейзенау, Август, прусский генерал-майор[7]
21. 21 мая 1813 — барон Кнезебек, Карл Фридрих, генерал-адъютант Его величества короля Прусского[7]
22. 17 июня 1813 — Дернберг, Вильгельм Каспар Фердинанд, ганноверский генерал[7]
23. 17 июня 1813 — Родионов, Марк Иванович, генерал-майор[7]
24. 12 июля 1813 — Теттенборн, Фридрих Карл, генерал-майор[7]
25. 21 июля 1813 — Посников, Захар Николаевич, действительный статский советник[7]
26. 25 июля 1813 — Фукс, Егор Борисович, действительный статский советник[7]
27. 11 августа 1813 — Талызин, Фёдор Иванович, генерал-майор[7]
28. 17 августа 1813 — граф фон дер Пален, Павел Петрович, генерал-майор[7]
29. 17 августа 1813 — Веселитский, Гавриил Петрович, генерал-майор[7]
30. 17 августа 1813 — граф де Витт, Иван Осипович, генерал-майор[7]
31. 17 августа 1813 — Вадковский, Яков Егорович, генерал-майор[7]
32. 17 августа 1813 — Луковкин, Гавриил Амвросиевич, генерал-майор[7]
33. 17 августа 1813 — Васильчиков, Дмитрий Васильевич, генерал-майор[7]
34. 19 августа 1813 — Цыбульский, Иван Денисович, генерал-майор[7]
35. 20 августа 1813 — граф Радецкий, Йозеф, австрийский генерал[7]
36. 20 августа 1813 — Катаржи, генерал-майор[7]
37. 21 августа 1813 — Гогель, Фёдор Григорьевич, генерал-майор[7]
38. 21 августа 1813 — Ададуров, Василий Васильевич, генерал-майор[7]
39. 25 августа 1813 — Борстель, Людвиг, прусский генерал-майор[7]
40. 25 августа 1813 — Раух, Густав фон, прусский генерал-майор[7]
41. 27 августа 1813 — Кучера, Иоганн Непомук фон, генерал-лейтенант австрийской службы[7]
42. 27 августа 1813 — князь фон Меттерних, Клеменс, министр иностранных дел Австрийской империи[7]
43. 28 августа 1813 — Сталь, Карл Густавович, генерал-майор[7]
44. 1 сентября 1813 — Рудзевич, Александр Яковлевич, генерал-майор[7]
45. 2 сентября 1813 — Гумбольдт, Вильгельм, прусский министр при Австрийском дворе[7]
46. 2 сентября 1813 — Коллер, Франц фон, австрийский генерал-адъютант[7]
47. 2 сентября 1813 — граф Цитен, Ганс Эрнст Карл фон, прусский генерал-майор[7]
48. 5 сентября 1813 — граф фон Штадион-Тханхаузен-Вартхаузен, австрийский министр финансов[7]
49. 7 сентября 1813 — барон Штейн, Карл, прусский министр[7]
50. 9 сентября 1813 — Джапар-Кули-Хан-Хайковский-Шикинский, генерал-лейтенант[7]
51. 11 сентября 1813 — Карпенков, Моисей Иванович, генерал-майор[7]
52. 11 сентября 1813 — Пиллар, Егор Максимович, генерал-майор[7]
53. 11 сентября 1813 — Потёмкин, Яков Алексеевич, генерал-майор[7]
54. 11 сентября 1813 — Никитин, Алексей Петрович, генерал-майор[7]
55. 11 сентября 1813 — барон Розен, Александр Владимирович, генерал-майор[7]
56. 11 сентября 1813 — граф Ивелич, Пётр Иванович, генерал-майор[7]
57. 11 сентября 1813 — барон Левенштерн, Карл Фёдорович, генерал-майор[7]
58. 11 сентября 1813 — Пассек, Пётр Петрович, генерал-майор[7]
59. 11 сентября 1813 — Кикин, Пётр Андреевич, генерал-майор[7]
60. 15 сентября 1813 — Бухмейер, Фёдор Евстафьевич, генерал-майор[7]
61. 16 сентября 1813 — граф Кэткарт, Уильям Шоу, британский генерал[7]
62. 17 сентября 1813 — Тарвид, Фома, чиновник английской службы[7]
63. 17 сентября 1813 — Вакант, австрийский генерал[7]
64. 20 сентября 1813 — Дюгамель, Осип Осипович, действительный статский советник[7]
65. 20 сентября 1813 — князь Голицын, Григорий Сергеевич, действительный статский советник[7]
66. 24 сентября 1813 — Загряжский, Пётр Петрович, генерал-майор[7]
67. 25 сентября 1813 — граф Сиверс, Егор Карлович, генерал-майор[7]
68. 25 сентября 1813 — граф Каподистрия, Иван Антонович, действительный статский советник[7]
69. 27 сентября 1813 — Дружинин, Яков Александрович, действительный статский советник[7]
70. 6 октября 1813 — Вуич, Николай Васильевич, генерал-майор (алмазные знаки — 21 августа 1816)[7]
71. 6 октября 1813 — барон фон дер Пален, Матвей Иванович, генерал-майор[7]
72. 6 октября 1813 — князь Волконский, Сергей Григорьевич, генерал-майор[7]
73. 6 октября 1813 — Васильчиков, Николай Васильевич, генерал-майор[7]
74. 6 октября 1813 — Полторацкий, Константин Маркович, генерал-майор[7]
75. 6 октября 1813 — Керн, Ермолай Фёдорович, генерал-майор[7]
76. 7 октября 1813 — князь Оболенский, Василий Петрович, генерал-майор[7]
77. 7 октября 1813 — Жемчужников, Аполлон Степанович, генерал-майор[7]
78. 7 октября 1813 — барон Крейц, Киприан Антонович, генерал-майор[7]
79. 8 октября 1813 — барон Жомини, Генрих Вениаминович, генерал-лейтенант[7]
80. 8 октября 1813 — барон Лангенау, Фридрих Карл фон, австрийский генерал-майор[7]
81. 8 октября 1813 — Поццо ди Борго, Карл Осипович, генерал-майор[7]
82. 21 октября 1813 — граф Виллих-Лотум, Карл Фридрих Генрих фон, прусский генерал[7]
83. 29 октября 1813 — Денисов, Василий Тимофеевич, генерал-майор[7]
84. 29 октября 1813 — Шрейдер, Пётр Петрович, генерал-майор[7]
85. 29 октября 1813 — Пышницкий, Дмитрий Ильич, генерал-майор[7]
86. 29 октября 1813 — Бенкендорф, Александр Христофорович, генерал-майор[7]
87. 29 октября 1813 — Ласкин, Алексей Андреевич, генерал-майор[7]
88. 29 октября 1813 — Денисьев, Лука Алексеевич, генерал-майор[7]
89. 29 октября 1813 — Ренни, Роберт Егорович, генерал-майор[7]
90. 29 октября 1813 — Рот, Логгин Осипович, генерал-майор[7]
91. 29 октября 1813 — Ридигер, Фёдор Васильевич, генерал-майор[7]
92. 29 октября 1813 — Лялин, Дмитрий Васильевич, генерал-майор[7]
93. 29 октября 1813 — Желтухин, Пётр Фёдорович, генерал-майор[7]
94. 29 октября 1813 — Мерлин, Павел Иванович, генерал-майор[7]
95. 29 октября 1813 — князь Урусов, Александр Петрович, генерал-майор[7]
96. 29 октября 1813 — Кайсаров, Паисий Сергеевич, генерал-майор[7]
97. 29 октября 1813 — Эммануэль, Егор Арсеньевич, генерал-майор[7]
98. 29 октября 1813 — Мещеринов, Василий Дмитриевич, генерал-майор[7]
99. 29 октября 1813 — Леонтьев, Иван Сергеевич, генерал-майор[7]
100. 29 октября 1813 — Иловайский, Василий Дмитриевич, генерал-майор[7]
101. 29 октября 1813 — Чичерин, Пётр Александрович, генерал-майор[7]
102. 11 ноября 1813 — Ольдекоп, Карл Фёдорович, генерал-майор[7]
103. 11 ноября 1813 — Храповицкий, Матвей Евграфович, генерал-майор[7]
104. 13 ноября 1813 — Бистром, Карл Иванович, генерал-майор[7]
105. 13 ноября 1813 — барон фон Тильман, Иоганн Адольф, прусский генерал-лейтенант[7]
106. 13 ноября 1813 — барон Тейль ван Сераскеркен, Фёдор Васильевич, генерал-майор[7]
107. 29 ноября 1813 — князь Багратион, Роман Иванович, генерал-майор[7]
108. 29 ноября 1813 — Савоини, Еремей Яковлевич, генерал-майор[7]
109. 4 декабря 1813 — барон Розенкампф, Густав Андреевич, действительный статский советник[7]
110. 10 декабря 1813 — граф Ностиц-Ринек, Иоганн Непомук фон, австрийский генерал-лейтенант[7]
111. 10 декабря 1813 — граф Бубна, Фердинанд фон, австрийский генерал[7]
112. 10 декабря 1813 — граф Вейсенвольф, Николаус фон, австрийский генерал-лейтенант (de:Nikolaus Ungnad von Weißenwolf)[7]
113. 10 декабря 1813 — фон Добшютц, Леопольд Вильгельм, прусский генерал-майор[7]
114. 10 декабря 1813 — Трипп, контр-адмирал голландской службы (см. de:Trip (Adels- und Patriziergeschlecht))[7]
115. 10 декабря 1813 — Кирилл, митрополит Силистрийский[7]
116. 28 декабря 1813 — граф Санти, Александр Львович, действительный статский советник[7]
117. 30 декабря 1813 — Греков, Тимофей Дмитриевич, генерал-майор[7]

### 1814
1. 4 января 1814 — граф фон Нейпперг, Адам Альберт, австрийский генерал[7]
2. 4 января 1814 — Редер, прусский генерал-майор и генерал-адъютант[7]
3. 18 января 1814 — фон Пирх, Георг Дубислав Людвиг, прусский генерал[7]
4. 20 января 1814 — Уманец, Андрей Семёнович, генерал-майор[7]
5. 21 января 1814 — барон Сплен, генерал-лейтенант австрийской службы[7]
6. 21 января 1814 — граф Рехберг, Иосиф фон, (Joseph Maria von Rechberg) баварский генерал-лейтенант[7]
7. 21 января 1814 — граф Рехберг, Антон фон, баварский генерал-майор (de:Anton von Rechberg)[7]
8. 22 января 1814 — Мезенцов, Владимир Петрович, генерал-майор[7]
9. 22 января 1814 — Крыжановский, Максим Константинович, генерал-майор[7]
10. 22 января 1814 — Сулима, Николай Семёнович, генерал-майор[7]
11. 28 января 1814 — Талызин, Фёдор Иванович, генерал-майор[7]
12. 28 января 1814 — Ушаков, Павел Николаевич, генерал-майор[7]
13. 2 февраля 1814 — Красовский, Афанасий Иванович, генерал-майор[7]
14. 2 февраля 1814 — Шеншин, Василий Никанорович, генерал-майор[7]
15. 19 февраля 1814 — Сухозанет, Иван Онуфриевич, генерал-майор[7]
16. 20 февраля 1814 — Набоков, Иван Александрович, генерал-майор[7]
17. 20 февраля 1814 — Каменев, Сергей Андреевич, генерал-майор[7]
18. 20 февраля 1814 — Игнатьев, Дмитрий Львович, генерал-майор[7]
19. 21 февраля 1814 — барон Таваст, Юхан Хенрик, шведский генерал-лейтенант (sv:Johan Henrik Tawas)[7]
20. 21 февраля 1814 — Спарр, шведский генерал-майор[7]
21. 21 февраля 1814 — граф Линденау, Карл Генрих Август фон, прусский генерал-майор[7]
22. 26 февраля 1814 — Свечин, Никанор Михайлович, генерал-майор[7]
23. 26 февраля 1814 — Зварыкин, Фёдор Васильевич, генерал-майор[7]
24. 26 февраля 1814 — Денисьев, Пётр Денисьевич, генерал-майор[7]
25. 27 февраля 1814 — барон Розен, Фёдор Фёдорович, генерал-майор[7]
26. 28 февраля 1814 — граф Эннекин фон Френель-Курель, Иоганн Петер Карл, австрийский генерал-лейтенант[7]
27. 28 февраля 1814 — граф Бекерс, Карл Август фон, баварский генерал-лейтенант (de:Karl August von Beckers zu Westerstetten)[7]
28. 28 февраля 1814 — Шостаков, Герасим Алексеевич, генерал-майор[7]
29. 13 марта 1814 — Потапов, Алексей Николаевич, генерал-майор[7]
30. 13 марта 1814 — Поль, Иван Лаврентьевич, генерал-майор[7]
31. 13 марта 1814 — Арсеньев, Михаил Андреевич, генерал-майор[7]
32. 13 марта 1814 — барон Будберг, Карл Васильевич, генерал-майор[7]
33. 14 марта 1814 — Нарышкин, Лев Александрович, генерал-майор[7]
34. 18 марта 1814 — Ахте, Егор Андреевич, генерал-майор[7]
35. 18 марта 1814 — Полуэктов, Борис Владимирович, генерал-майор[7]
36. 18 марта 1814 — Нейдгардт, Павел Иванович, генерал-майор[7]
37. 29 марта 1814 — Лагарп, Фридрих Цезарь, действительный тайный советник, член Ваатского совета в Швейцарии[12]
38. 1 апреля 1814 — барон фон Балдачи, (Anton Maximilian Frh. von Baldacci) австрийский гоф-комм.[7]
39. 1 апреля 1814 — граф Потоцкий, Станислав Станиславович, генерал-майор[7]
40. 3 мая 1814 — Влодек, Михаил Фёдорович, генерал-майор[7]
41. 4 мая 1814 — Закревский, Арсений Андреевич, генерал-майор и генерал-адъютант[7]
42. 5 мая 1814 — Левин, Дмитрий Андреевич, генерал-майор[7]
43. 6 мая 1814 — Верже, Иоганн фон, генерал баварской службы (de:Johann Baptist von Verger)[7]
44. 11 мая 1814 — Жеребцов, Александр Александрович, генерал-майор[7]
45. 12 мая 1814 — барон фон Мервиль, Франц, генерал-лейтенант австрийской службы[7]
46. 12 мая 1814 — Тимен, прусский генерал-лейтенант[7]
47. 12 мая 1814 — Фит, саксонский генерал[7]
48. 13 мая 1814 — Марченко, Василий Романович, действительный статский советник[7]
49. 17 мая 1814 — князь Вреде, Карл-Филипп фон, генерал-фельдмаршал баварской службы[7]
50. 16 июня 1814 — фон Ланг, Антон Яковлевич, генерал-майор[7]
51. 16 июня 1814 — барон фон Штейгентеш, Август Эрнст фон, генерал австрийской службы (de:August Ernst von Steigentesch)[7]
52. 28 июня 1814 — Френсис Сеймур-Конвей, граф Ярмут, английский лорд[7]
53. 28 июня 1814 — Турнер, генерал иностранной службы[7]
54. 30 июня 1814 — Отто II Сольмс-Лаурбах, Его светлость владетельный граф (Otto II.)[7]
55. 30 июня 1814 — барон Вильнанельд, Христиан Людвиг, министр вюртембергской службы[7]
56. 23 июля 1814 — баронет Виллие, Яков Васильевич, действительный статский советник[7]
57. 28 июля 1814 — Горн, прусский генерал-майор[7]
58. 29 июля 1814 — Кроун, Роман Васильевич, вице-адмирал[7]
59. 29 июля 1814 — Брюн де Сен-Катерин, Яков Яковлевич, генерал-майор[7]
60. 3 августа 1814 — князь Гогенлойе-Бартенштейн, австрийский генерал-фельдмаршал[7]
61. 3 августа 1814 — барон Мейер, австрийский фельдмаршал-лейтенант[7]
62. 3 августа 1814 — граф Кренневиль, Луи Шарль де, австрийский фельдмаршал-лейтенант[7]
63. 3 августа 1814 — барон фон Вимпфен, австрийский фельдмаршал-лейтенант[7]
64. 3 августа 1814 — барон Мариасси, австрийский фельдмаршал-лейтенант[7]
65. 3 августа 1814 — граф Клебельсберг, Иоганн Непомук, австрийский фельдмаршал-лейтенант[7]
66. 3 августа 1814 — барон Сандельс, шведский генерал-лейтенант[7]
67. 3 августа 1814 — барон Бойе, Густав Рейнхольд, шведский генерал-лейтенант (sv:Gustaf Boije)[7]
68. 3 августа 1814 — барон фон Мюффлинг, прусский генерал-майор[7]
69. 3 августа 1814 — граф фон дер Гольц, Генрих, прусский генерал-майор (de:Heinrich von der Goltz (Generalleutnant))[7]
70. 3 августа 1814 — Пеккар, австрийский генерал-майор[7]
71. 3 августа 1814 — граф Кюнигль, Герман Петер[нем.], австрийский генерал-майор[7]
72. 3 августа 1814 — барон фон Герцогенберг, Август, австрийский генерал-майор[7]
73. 3 августа 1814 — граф Дюфорт, австрийский генерал-майор[7]
74. 3 августа 1814 — барон Шейтер, австрийский генерал-майор[7]
75. 17 августа 1814 — барон фон Вольцоген, Людвиг, генерал-майор[7]
76. 17 августа 1814 — Грунер, статский советник[7]
77. 27 августа 1814 — Иоанн, Цегерельский митрополит[7]
78. 29 августа 1814 — Гижицкий, Варфоломей Каэтанович, действительный статский советник[7]
79. 30 августа 1814 — Григорий, армянский архиепископ[7]
80. 30 августа 1814 — Иоаннес, армянский архиепископ[7]
81. 30 августа 1814 — барон Ребиндер, Роберт Иванович, тайный советник[7]
82. 30 августа 1814 — Ланской, Павел Сергеевич, тайный советник[7]
83. 30 августа 1814 — Горголи, Иван Саввич, генерал-майор[7]
84. 30 августа 1814 — князь Тюфякин, Пётр Иванович, тайный советник[7]
85. 31 августа 1814 — Иоанн, митрополит Кахетинский и Алавердский[7]
86. 31 августа 1814 — граф Винцигероде, Георг Эрнст фон, вюртембергский министр иностранных дел (de:Georg Ernst Levin von Wintzingerode)[7]
87. 8 сентября 1814 — Сеславин, Александр Никитич, генерал-майор[7]
88. 10 сентября 1814 — Кваленберг, австрийский генерал-майор[7]
89. 17 сентября 1814 — Бистром, Адам Иванович, генерал-майор[7]
90. 17 сентября 1814 — Гернгросс, Ларион Фёдорович, генерал-майор[7]
91. 17 сентября 1814 — Курута, Дмитрий Дмитриевич, генерал-майор[7]
92. 21 сентября 1814 — Ставицкий, Максим Фёдорович, генерал-майор[7]
93. 21 сентября 1814 — Ридингер, Александр Карлович, генерал-майор[7]
94. 21 сентября 1814 — Посников, Фёдор Николаевич, генерал-майор[7]
95. 1 октября 1814 — фон Бисмарк, Фридрих Адольф Людвиг, прусский генерал-майор (de:Friedrich Adolf Ludwig von Bismarck)[7]
96. 8 октября 1814 — Писарев, Александр Александрович, генерал-майор[7]
97. 13 октября 1814 — Княжнин, Борис Яковлевич, генерал-майор[7]
98. 13 октября 1814 — Аклечеев, Иван Матвеевич, генерал-майор[7]
99. 17 октября 1814 — Левашов, Василий Васильевич, генерал-майор[7]
100. 17 октября 1814 — Козен, Пётр Андреевич, генерал-майор[7]
101. 10 ноября 1814 — Засс, Александр Павлович, генерал-майор[7]
102. 17 ноября 1814 — Зербони ди Спозетти, Йозеф фон, действительный тайный советник прусской службы (de:Joseph von Zerboni di Sposetti)[7]
103. 23 декабря 1814 — Штейнмец, Карл Фридрих Франциск, генерал-майор прусской службы[7]
104. 31 декабря 1814 — Желтухин, Сергей Фёдорович, генерал-майор[7]

## 1815—1820
1. 7 января 1815 — фон Карловиц, Карл Адольф, генерал-майор саксонской службы[7]
2. 7 января 1815 — Каменев, Сергей Андреевич, генерал-майор[7]
3. 8 января 1815 — граф Галатте, Иосиф Николаевич, генерал-майор[7]
4. 8 января 1815 — Емельянов, Николай Филиппович, генерал-майор[7]
5. 2 марта 1815 — Крафт, Август Фридрих фон, генерал-майор прусской службы (de:August Friedrich Erdmann von Krafft)[7]
6. 11 мая 1815 — граф цу Гардегг, Игнац, австрийский фельдмаршал-лейтенант[7]
7. 13 мая 1815 — фон Штегеман, Фридрих Август, прусский тайный государственный советник[7]
8. 13 мая 1815 — Йордан, Иоганн Людвиг фон, прусский тайный советник, посол (de:Johann Ludwig von Jordan)[7]
9. 13 мая 1815 — Барбио, австрийский вице-президент департамента финансов[7]
10. 18 мая 1815 — Альбрехт, прусский тайный советник[7]
11. 22 мая 1815 — граф Трива, Иоганн Непомук фон, баварский генерал от артиллерии (de:Johann Nepomuk von Triva)[7]
12. 26 мая 1815 — граф Диллен, Карл Людвиг фон, генерал-лейтенант вюртембергской службы (de:Carl Ludwig Emanuel von Dillen)[7]
13. 1 июня 1815 — Арсеньев, Михаил Андреевич, генерал-майор[7]
14. 1 июня 1815 — Соколовский, Осип Карлович, генерал-майор[7]
15. 3 июня 1815 — Чичерин, Николай Александрович, генерал-майор[12]
16. 24 июня 1815 — барон Хюгель, Эрнст фон, вюртембергский генерал-майор (de:Ernst von Hügel)[7]
17. 8 июля 1815 — герцог Веллингтон, Артур Уэлсли, генерал-фельдмаршал Великобритании и других стран[7]
18. 6 августа 1815 — граф фон Альтен, Карл, генерал-лейтенант ганноверской службы[7]
19. 6 августа 1815 — Крузе, Август фон, английский генерал-майор[7]
20. 6 августа 1815 — сэр Эдвард Барнс, английский генерал-майор[7]
21. 6 августа 1815 — сэр Адам, Фредерик, английский генерал-майор[7]
22. 24 августа 1815 — князь Радзивилл, чиновник Царства Польского[7]
23. 24 августа 1815 — граф Островский, Антоний Ян, чиновник Царства Польского[7]
24. 24 августа 1815 — граф Тарновский, Ян Феликс, чиновник Царства Польского[7]
25. 6 сентября 1815 — Жерве, Андрей Андреевич, действительный статский советник[7]
26. 19 сентября 1815 — Иловайский, Осип Васильевич, генерал-майор[7]
27. 24 сентября 1815 — барон Радиевоевич, австрийский генерал-майор[7]
28. 24 сентября 1815 — Лидергер, австрийский генерал-майор[7]
29. 24 сентября 1815 — Радешевич, австрийский генерал-майор[7]
30. 24 сентября 1815 — граф Кинский, австрийский генерал-майор[7]
31. 5 октября 1815 — Эмме, Иван Фёдорович, генерал-лейтенант[7]
32. 25 октября 1815 — Браушиц, прусский генерал-майор[7]
33. 16 ноября 1815 — граф Красинский, Винценты Корвин, генерал-лейтенант польских войск[7]
34. 20 ноября 1815 — Воеводский, Яков Дмитриевич, действительный статский советник[7]
35. 10 декабря 1815 — Шешуков, Николай Иванович, вице-адмирал[7]
36. 7 февраля 1816 — Досифей, архиепископ Телавский и Грузино-Кавказский[7]
37. 8 февраля 1816 — Бравин, Михаил Иванович, действительный статский советник[7]
38. 9 февраля 1816 — граф Моден, Гавриил Карлович, гофмейстер[7]
39. 10 февраля 1816 — Анатолий, архиепископ Минский[7]
40. 10 февраля 1816 — Михаил, епископ Иркутский[7]
41. 10 февраля 1816 — Сергий, епископ Костромской и Галичский[7]
42. 10 февраля 1816 — Афанасий, епископ Пензенский[7]
43. 10 февраля 1816 — Мефодий, епископ Полтавский[7]
44. 4 марта 1816 — Марков, Александр Иванович, генерал-майор[7]
45. 12 марта 1816 — фон Газенбург д'Абленг, бывший гофмаршал двора Его величества короля Нидерландского[12]
46. 12 марта 1816 — барон фон Секендорф, Карл Александр Сигизмунд, гофмаршал двора Его величества короля Вюртембергского[12]
47. 16 марта 1816 — Карамзин, Николай Михайлович, статский советник[7]
48. 27 апреля 1816 — князь Шаховской, Николай Леонтьевич, тайный советник[7]
49. 14 июня 1816 — граф Тизенгаузен, Павел Иванович, генерал-майор[7]
50. 14 июня 1816 — Домбровский, Осип Касперович, председатель Волынского главного суда[7]
51. 8 августа 1816 — граф фон дер Пален, Фёдор Петрович, тайный советник[7]
52. 9 августа 1816 — маркиз де ла Конкордиа, вице-король Перу[7]
53. 29 августа 1816 — Шульгин, Александр Сергеевич, генерал-майор[7]
54. 29 августа 1816 — Волков, Александр Александрович, генерал-майор[7]
55. 30 августа 1816 — князь Долгоруков, Алексей Николаевич, генерал-лейтенант[7]
56. 30 августа 1816 — Киселёв, Дмитрий Иванович, действительный статский советник[7]
57. 30 августа 1816 — Поливанов, Иван Петрович, действительный статский советник[7]
58. 4 октября 1816 — Верёвкин, Николай Никитич, генерал-майор[7]
59. 4 октября 1816 — Левицкий, Михаил Иванович, генерал-майор[7]
60. 4 октября 1816 — князь Зайончек, Юзеф, генерал и наместник Царства Польского[7]
61. 4 октября 1816 — Гауке, Маврикий Фридрихович, дивизионный генерал Польских войск[7]
62. 4 октября 1816 — Рожнецкий, Александр Александрович, дивизионный генерал Польских войск[7]
63. 4 октября 1816 — Хлопицкий, Иосиф, дивизионный генерал Польских войск[7]
64. 4 октября 1816 — Красинский, Исидор, дивизионный генерал Польских войск[7]
65. 16 октября 1816 — барон Альбедиль, Пётр Романович, действительный статский советник[7]
66. 13 ноября 1816 — князь Яблоновский, Максимилиан Антонович, действительный камергер[7]
67. 12 декабря 1816 — Жохов, Яков Андреевич, генерал-лейтенант[7]
68. 12 декабря 1816 — Милованов, Иван Максимович, генерал-майор[7]
69. 12 декабря 1816 — Апрелев, Пётр Сидорович, генерал-майор[7]
70. 12 декабря 1816 — барон Варнбюлер, Фердинанд, генерал Вюртембергской службы (de:Ferdinand Varnbüler von und zu Hemmingen)[7]
71. 12 декабря 1816 — князь Урусов, Сергей Юрьевич, действительный статский советник[7]
72. 12 декабря 1816 — граф де Ламберт, Яков Осипович, действительный статский советник[7]
73. 16 января 1817 — дон Пизарро, Иосиф, бывший испанский министр иностранных дел[7]
74. 17 января 1817 — Олсуфьев, Матвей Михайлович, действительный статский советник[7]
75. 17 января 1817 — Акинфиев, Алексей Алексеевич, действительный статский советник[7]
76. 9 февраля 1817 — фон Гаке, Карл Георг, генерал-лейтенант прусской службы[7]
77. 9 февраля 1817 — фон Гольцендорф, Карл Фридрих, генерал-майор прусской службы[7]
78. 9 февраля 1817 — фон Грольман, Карл, генерал-майор прусской службы[7]
79. 9 февраля 1817 — Пирх, Отто Карл Лоренц фон, генерал-майор прусской службы[7]
80. 9 февраля 1817 — Иаво, генерал-майор прусской службы[7]
81. 9 февраля 1817 — Генкель фон Доннерсмарк, Вильгельм Людвиг, генерал-майор прусской службы[7]
82. 9 февраля 1817 — Рюссель, Густав Ксавьер фон, генерал-майор прусской службы (de:Gustav Xaver Reinhold von Ryssel)[7]
83. 9 февраля 1817 — Лостин, Михаэль Генрих фон, генерал-майор прусской службы (de:Michael Heinrich von Losthin)[7]
84. 9 февраля 1817 — Зюдов, Ханс Иоахим фон, генерал-майор прусской службы (de:Hans Joachim Friedrich von Sydow)[7]
85. 24 февраля 1817 — Хрисанф, бывший митрополит Новопатрский[7]
86. 7 марта 1817 — Тутолмин, Павел Васильевич, действительный статский советник[7]
87. 27 марта 1817 — Сипягин, Николай Мартемьянович, генерал-майор и генерал-адъютант[7]
88. 31 марта 1817 — граф фон Эдлинг, Альберт Каэтан, обер-гофмаршал Саксен-Веймарского двора[7]
89. 3 апреля 1817 — барон Вольфскеель фон Рейхенберг (Christian Friedrich Carl Freiherr Wolfskeel von Reichenberg), министр Саксен-Веймарского двора[7]
90. 3 апреля 1817 — Фрип, генерал-лейтенант Нидерландской службы[7]
91. 7 апреля 1817 — Ансильон, Фридрих, действительный тайный советник Прусской службы[7]
92. 31 мая 1817 — Виллебранд, Адольф Фёдорович, президент Абоского гофгерихта (sv:Adolf Fredrik von Willebrand)[7]
93. 31 мая 1817 — барон Маннергейм, Карл Эрик, тайный советник[7]
94. 1 июля 1817 — Коробка, Максим Петрович, контр-адмирал[7]
95. 1 июля 1817 — Назимов, Василий Гаврилович, цейхмейстер морской артиллерии[7]
96. 7 июля 1817 — Иосафат, епископ Брестский (униатский)[7]
97. 2 августа 1817 — граф Берольдинген, Иосиф фон, вюртембергский министр иностранных дел (de:Paul Joseph von Beroldingen)[7]
98. 2 августа 1817 — Натцмер, Вильгельм Дубислав фон, генерал-майор прусской службы (de:Wilhelm Dubislav von Natzmer)[7]
99. 2 августа 1817 — барон фон Шильден (Friedrich Anton Freiherr von Schilden), обер-гофмейстер прусской службы[7]
100. 13 августа 1817 — граф фон Медем, Карл, уполномоченный от курляндского дворянства[7]
101. 15 августа 1817 — Станеке, Эммануил Яковлевич, действительный статский советник[7]
102. 23 ноября 1817 — Гладков, Иван Васильевич, генерал-майор[7]
103. 11 декабря 1817 — Быховцов, Степан Антипович, действительный статский советник[7]
104. 12 декабря 1817 — Нарышкин, Кирилл Александрович, действительный статский советник[7]
105. 12 декабря 1817 — Муравьёв, Николай Николаевич, генерал-майор[7]
106. 12 декабря 1817 — Малиновский, Алексей Фёдорович, действительный статский советник[7]
107. 12 декабря 1817 — Муравьёв, Николай Назарьевич, действительный статский советник[7]
108. 31 декабря 1817 — Булгаков, Константин Яковлевич, действительный статский советник[7]
109. 1 января 1818 — Убри, Пётр Яковлевич, действительный статский советник[7]
110. 1 января 1818 — граф Бре, Франсуа Габриэль де, баварский посланник при французском дворе[7]
111. 23 января 1818 — князь Хованский, Александр Николаевич, действительный статский советник[7]
112. 9 февраля 1818 — князь Оболенский, Андрей Петрович, действительный статский советник и камергер[7]
113. 9 февраля 1818 — Аминов, Густав Фёдорович, губернатор Саволакского и Карельского лена[7]
114. 20 февраля 1818 — Чихачёв, Александр Петрович, действительный статский советник[7]
115. 30 марта 1818 — Альбрехт, Александр Иванович, генерал-майор[7]
116. 29 апреля 1818 — Пини, Александр Александрович, действительный статский советник[7]
117. 3 мая 1818 — Трегубов, Николай Яковлевич, генерал-майор[7]
118. 18 мая 1818 — Быченский, Филипп Тимофеевич, контр-адмирал[7]
119. 21 мая 1818 — Контениус, Самуил Христианович, действительный статский советник[12]
120. 31 мая 1818 — Дубенский, Николай Порфирьевич, действительный статский советник[7]
121. 9 июля 1818 — Мечников, Евграф Ильич, обер-берг-гауптман 4-го класса[7]
122. 10 июля 1818 — фон Вицлебен, Карл Эрнст, генерал-майор и генерал-адъютант короля Прусского[7]
123. 18 июля 1818 — Рихтер, Борис Христофорович, генерал-майор[7]
124. 15 августа 1818 — Эренстрём, Юхан Альбрехт, действительный статский советник[7]
125. 15 августа 1818 — де Мей, контр-адмирал нидерландской службы[12]
126. 26 августа 1818 — Филарет, епископ Ревельский, викарий Санкт-Петербургской епархии[7]
127. 26 августа 1818 — Пущин, Павел Петрович, генерал-лейтенант и сенатор[7]
128. 26 августа 1818 — Муратов, Василий Гаврилович, действительный статский советник[7]
129. 30 августа 1818 — граф фон Медем, Кристоф Иоган Фридрих, действительный камергер[7]
130. 11 сентября 1818 — Карл Александр Август Иоанн, Его светлость герцог Саксен-Веймарский[12]
131. 24 сентября 1818 — фон Катцелер, Андреас Георг Фридрих, генерал-майор прусской службы[7]
132. 11 сентября 1818 — Карл Фридрих Август, Его светлость герцог Мекленбург-Стрелицкий[12]
133. 11 сентября 1818 — Филипп, Его светлость принц Гессен-Гомбургский[12]
134. 4 октября 1818 — барон фон Николаи, Павел Андреевич, действительный статский советник[7]
135. 3 ноября 1818 — Лажар, военный интендант французской службы[7]
136. 3 ноября 1818 — граф де Ремюза, Огюст Лоран, префект Северного департамента французской службы[7]
137. 4 ноября 1818 — фон Генц, Фридрих, надворный советник австрийской службы[7]
138. 8 ноября 1818 — граф фон Бернсторф, Кристиан Гюнтер, прусский министр иностранных дел[7]
139. 15 ноября 1818 — Алединский, Александр Павлович, генерал-майор[7]
140. 18 ноября 1818 — Ко, Луи Виктор де, генерал-майор французской службы (fr:Louis-Victor de Caux de Blacquetot)[7]
141. 4 декабря 1818 — Шпицемберг, Людвиг Франц Ксаверий фон, генерал-майор вюртембергской службы (de:Franz Xaver von Spitzemberg)[7]
142. 1 января 1819 — Княжнин, Александр Яковлевич, генерал-майор[7]
143. 12 января 1819 — Дурасов, Егор Александрович, действительный статский советник[7]
144. 15 января 1819 — Батюшков, Павел Львович, действительный статский советник[7]
145. 15 января 1819 — Корнеев, Егор Васильевич, действительный статский советник[7]
146. 18 января 1819 — Сабанский, Михаил Каэтанович, действительный статский советник[7]
147. 21 января 1819 — Мечери, генерал-майор австрийской службы[7]
148. 5 февраля 1819 — Перелешин, Иван Григорьевич, капитан-командор[7]
149. 5 февраля 1819 — Бухарин, Иван Яковлевич, действительный статский советник[7]
150. 15 февраля 1819 — Пестель, Андрей Борисович, генерал-майор[7]
151. 12 марта 1819 — Аверин, Павел Иванович, действительный статский советник[7]
152. 21 марта 1819 — барон Рихтер, Вильгельм Фридрих фон, лифляндский ландрат[7]
153. 5 апреля 1819 — Ушаков, Павел Петрович, генерал-майор[7]
154. 5 апреля 1819 — Саврасов, Иван Фёдорович, действительный статский советник[7]
155. 6 апреля 1819 — Озеров, Пётр Иванович, шталмейстер[7]
156. 19 апреля 1819 — Арсеньев, Павел Иванович, генерал-майор[7]
157. 24 апреля 1819 — Левенер, контр-адмирал датской службы[7]
158. 15 июня 1819 — Нерсес, армянский архиепископ[7]
159. 21 июня 1819 — Мацкевич, Францишек Борджиа, епископ Каменецкий (pl:Franciszek Mackiewicz)[7]
160. 21 июня 1819 — Кундзич, Тадеуш, епископ-суффраган Виленской епархии (pl:Tadeusz Kundzicz)[7]
161. 25 июня 1819 — Рибопьер, Александр Иванович, тайный советник[7]
162. 19 июля 1819 — Баумгартен, Карл Иванович, действительный статский советник[7]
163. 19 июля 1819 — Наврозов, Матвей Андреевич, действительный статский советник[7]
164. 19 июля 1819 — Безобразов, Александр Михайлович, тайный советник[7]
165. 20 июля 1819 — князь Меншиков, Александр Сергеевич, генерал-майор и генерал-адъютант[7]
166. 31 июля 1819 — Лутохин, Егор Иванович, контр-адмирал[7]
167. 31 июля 1819 — Шельтинг, Роман Петрович, капитан-командор[7]
168. 24 августа 1819 — Роткирх, Карл Иванович, действительный камергер[7]
169. 31 августа 1819 — граф Гейден, Логин Петрович, контр-адмирал[7]
170. 31 августа 1819 — Гильденстольпе, Карл Эдуард, тайный советник (sv:Carl Edvard Gyldenstolpe)[7]
171. 17 сентября 1819 — Иона, епископ Тамбовский и Шацкий[7]
172. 17 сентября 1819 — Владимир, епископ Ревельский, викарий Санкт-Петербургской епархии[7]
173. 22 октября 1819 — граф Мусин-Пушкин, Иван Алексеевич, генерал-майор[7]
174. 22 октября 1819 — барон Людингаузен-Вольф, Иван Павлович, генерал-майор[7]
175. 22 октября 1819 — Пейкер, Александр Эммануилович, генерал-майор[7]
176. 22 октября 1819 — Тимофеев, Василий Иванович, генерал-майор[7]
177. 22 октября 1819 — граф Волович, Иоахим Антонович, чиновник 5-го класса[7]
178. 31 октября 1819 — князь Мадатов, Валериан Григорьевич, генерал-майор[7]
179. 31 октября 1819 — Сысоев, Василий Алексеевич, генерал-майор[7]
180. 6 ноября 1819 — Омельяненко, Никита Кузьмич, действительный статский советник[7]
181. 9 ноября 1819 — граф фон Блом, Отто, датский посланник при российском дворе[7]
182. 9 ноября 1819 — Розенкранц, Нильс, датский министр иностранных дел[7]
183. 11 ноября 1819 — Вельяминов, Алексей Александрович, генерал-майор[7]
184. 11 ноября 1819 — Захаржевский, Яков Васильевич, генерал-майор[7]
185. 2 декабря 1819 — барон ван дер Капеллен, Годерт Александр, Батавский генерал-губернатор[7]
186. 12 декабря 1819 — Абакумов, Андрей Иванович, чиновник 4-го класса[7]
187. 12 декабря 1819 — Огильви, Александр Александрович, контр-адмирал[7]
188. 12 декабря 1819 — Кудрявцев, Кондратий Матвеевич, действительный статский советник[7]

## 1820—1825
1. 16 января 1820 — Бородин, Давыд Мартемьянович, генерал-майор[7]
2. 1 февраля 1820 — Штерн, Матвей Петрович, тайный советник[7]
3. 20 февраля 1820 — Мехти-Хан, шамхал Тарковский, генерал-лейтенант[7]
4. 16 марта 1820 — Вольф, Иван Францевич, действительный статский советник[7]
5. 20 марта 1820 — Иванов, Павел Андреевич, генерал-майор[7]
6. 26 марта 1820 — граф Салтыков, Сергей Петрович, тайный советник[7]
7. 26 марта 1820 — Маврин, Семён Филиппович, тайный советник[7]
8. 28 марта 1820 — князь Мещерский, Пётр Сергеевич, действительный статский советник[7]
9. 31 марта 1820 — князь Козенс, Александр Рыцаревич, шталмейстер[7]
10. 4 апреля 1820 — Симеон, архиепископ Черниговский[7]
11. 4 апреля 1820 — Иона, епископ Орловский[7]
12. 4 апреля 1820 — Стефан, епископ Волынский и Житомирский[7]
13. 8 апреля 1820 — Вельяшев, Александр Петрович, генерал-майор[7]
14. 25 июня 1820 — Борисов, Николай Иванович, генерал-майор[7]
15. 25 июня 1820 — Болгарский, Василий Иванович, тайный советник[7]
16. 2 августа 1820 — Гартинг, Мартын Николаевич, генерал-майор[7]
17. 2 августа 1820 — Засс, Андрей Андреевич, генерал-майор[7]
18. 2 августа 1820 — Мезенцов, Михаил Иванович, генерал-майор[7]
19. 8 августа 1820 — Трощинский, Иван Ефимович, генерал-майор[7]
20. 8 августа 1820 — Рыков, Василий Дмитриевич, генерал-майор[7]
21. 8 сентября 1820 — Лаврентий, епископ Дмитровский, викарий Московской епархии[7]
22. 10 сентября 1820 — Блок, генерал-майор прусской службы[7]
23. 11 октября 1820 — Потоцкий, Станислав, дивизионный генерал Польских войск[7]
24. 11 октября 1820 — Раутенштраух, Юзеф, бригадный генерал Польских войск[7]
25. 11 октября 1820 — Клицкий, Станислав, бригадный генерал Польских войск[7]
26. 11 октября 1820 — Вейсенгоф, Ян, бригадный генерал Польских войск[7]
27. 21 апреля 1821 — граф Беллегард, Генрих Йозеф Иоганн фон, фельдмаршал австрийской службы[7]
28. 23 апреля 1821 — граф Вальмоден-Гимборн, Людвиг фон, генерал австрийской службы[7]
29. 3 июня 1821 — Киселёв, Павел Дмитриевич, генерал-майор[7]
30. 6 июня 1821 — Софроний, архиепископ Рачинский[7]
31. 26 июня 1821 — Апухтин, Александр Петрович, генерал-майор[7]
32. 17 июля 1821 — Рушковский, Иван Александрович, действительный статский советник[7]
33. 17 июля 1821 — Бухарский, Андрей Иванович, действительный статский советник[7]
34. 20 июля 1821 — Рихтер, Егор Христофорович, генерал-майор[7]
35. 20 июля 1821 — барон Будберг, Богдан Васильевич, действительный камергер[7]
36. 21 июля 1821 — Сарычев, Алексей Андреевич, вице-адмирал[7]
37. 21 июля 1821 — Жеванов, Иван Григорьевич, действительный статский советник[7]
38. 26 июля 1821 — Полетика, Пётр Иванович, действительный статский советник[7]
39. 10 августа 1821 — князь Багратион-Мухранский, Константин Иванович, генерал-майор[7]
40. 10 августа 1821 — фон дер Ховен, Роман Иванович, генерал-майор[7]
41. 11 августа 1821 — граф Васильев, Владимир Фёдорович, действительный статский советник[7]
42. 20 августа 1821 — Луиджи Габалеони граф д’Андезено и Балдичиери, (Gabaleoni conte d’Andezeno e Baldichieri) генерал-лейтенант Сардинских войск[7]
43. 27 августа 1821 — Поленов, Василий Алексеевич, действительный статский советник[7]
44. 27 августа 1821 — Негри, Александр Фёдорович, действительный статский советник[7]
45. 29 августа 1821 — князь Долгоруков, Василий Васильевич, шталмейстер[7]
46. 29 августа 1821 — граф Кочубей, Виктор Павлович, действительный тайный советник[7]
47. 30 августа 1821 — Лубяновский, Фёдор Петрович, действительный статский советник[7]
48. 30 августа 1821 — Добринский, Павел Михайлович, действительный статский советник[7]
49. 10 августа 1821 — граф Мюнстер, Эрнст Фридрих Герберт, ганноверский государственный министр[7]
50. 12 октября 1821 — Орлов, Алексей Фёдорович, генерал-майор и генерал-адъютант[7]
51. 12 октября 1821 — Каблуков, Владимир Иванович, генерал-майор[7]
52. 12 октября 1821 — князь Хилков, Степан Александрович, генерал-майор[7]
53. 12 октября 1821 — Паткуль, Владимир Григорьевич, генерал-майор (императорская корона — 14 апреля 1840)[7]
54. 12 октября 1821 — Эрнст, Его светлость принц Гессен-Филипстальский, генерал-майор[7]
55. 12 октября 1821 — Мартынов, Павел Петрович, генерал-майор[7]
56. 12 октября 1821 — Андреевский, Степан Степанович, генерал-майор[7]
57. 12 октября 1821 — Белоградский, Григорий Григорьевич, генерал-майор[7]
58. 12 октября 1821 — Штаден, Евстафий Евстафьевич, генерал-майор[7]
59. 19 октября 1821 — Бутович, Алексей Петрович, действительный статский советник[7]
60. 26 октября 1821 — Теслев, Александр Петрович, генерал-майор[7]
61. 18 ноября 1821 — Селявин, Николай Иванович, генерал-майор[7]
62. 18 ноября 1821 — Давыдов, Пётр Львович, тайный советник[7]
63. 30 декабря 1821 — Засядко, Александр Дмитриевич, генерал-майор[7]
64. 30 декабря 1821 — Арсеньев, Никита Васильевич, генерал-майор[7]
65. 1 января 1822 — Шрейтер-фон-Шрейтерфельд, Леонтий Иванович, генерал-майор[7]
66. 3 января 1822 — Наглер, Карл Фердинанд Фридрих фон, тайный советник и президент почтамта прусской службы[7]
67. 12 января 1822 — Карцов, Иван Петрович, контр-адмирал[7]
68. 19 января 1822 — Валлен, Карл Иванович, действительный статский советник (sv:Carl Johan Walleen)[7]
69. 19 января 1822 — Эрне, Густав, действительный статский советник[7]
70. 18 марта 1822 — князь Эристов, Георгий Евсеевич, генерал-майор[7]
71. 26 марта 1822 — барон Фитингоф, Борис Иванович, тайный советник[7]
72. 30 марта 1822 — Вистицкий, Григорий Степанович, действительный статский советник[7]
73. 30 марта 1822 — Челищев, Николай Александрович, обер-прокурор Правительствующего Сената[7]
74. 30 марта 1822 — Мансуров, Павел Александрович, тайный советник[7]
75. 30 марта 1822 — Фролов-Багреев, Александр Алексеевич, действительный статский советник[12]
76. 11 мая 1822 — маркиз Руффо, Джироломе, сицилийский премьер-министр[7]
77. 11 мая 1822 — барон Фрили, Франческо, бывший секретарь Его величества короля Обеих Сицилий[7]
78. 12 мая 1822 — Томсен, Матвей Михайлович, действительный статский советник[7]
79. 4 июля 1822 — Нагель, Павел Илларионович, генерал-майор[7]
80. 10 июля 1822 — Катакази, Константин Антонович, действительный статский советник[7]
81. 12 июля 1822 — Угрюмов, Павел Александрович, генерал-майор[7]
82. 22 июля 1822 — Фридерици, Ермолай Карлович, генерал-майор[7]
83. 3 августа 1822 — Нейдгардт, Александр Иванович, генерал-майор[7]
84. 22 августа 1822 — Миницкий, Степан Иванович, генерал-майор[7]
85. 9 сентября 1822 — Гекель, Егор Фёдорович, генерал-майор[7]
86. 2 декабря 1822 — граф Фиески, Августин, генерал-майор сардинской службы[12]
87. 2 декабря 1822 — де Женеис де Матье Пинако, Матео, генерал и статс-секретарь военно-морских сил Сардинского королевства[12]
88. 2 декабря 1822 — граф Ферреро де ля Мармора, Томас, генерал-майор Сардинского королевства (fr:Thomas Ferrero de la Marmora)[12]
89. 2 декабря 1822 — маркиз де Фаферж, Генрих, генерал-майор Сардинского королевства[12]
90. 2 декабря 1822 — граф Пралормо, Карло ди, посол Сардинского королевства при Венском дворе (it:Carlo Giuseppe Beraudo di Pralormo)[12]
91. 3 января 1823 — граф Радикати, секретарь кабинета министров Сардинского королевства при Венском дворе[7]
92. 3 января 1823 — Бот, генерал-майор мекленбург-шверинской службы[7]
93. 16 января 1823 — Сонцов, Пётр Александрович, действительный статский советник[7]
94. 28 января 1823 — Рожнов, Пётр Михайлович, контр-адмирал[7]
95. 28 января 1823 — Мессер, Фома Фомич, контр-адмирал[7]
96. 22 марта 1823 — фон Криденер, Антон Карлович, действительный статский советник[7]
97. 17 апреля 1823 — Бенкендорф, Константин Христофорович, генерал-майор[7]
98. 21 апреля 1823 — Кологривов, Дмитрий Михайлович, тайный советник[7]
99. 21 апреля 1823 — граф Лаваль, Иван Степанович, тайный советник[7]
100. 21 апреля 1823 — Андреянов, Иван Иванович, генерал-майор[7]
101. 16 мая 1823 — Богданович, Иван Фёдорович, генерал-майор[7]
102. 22 мая 1823 — барон Бюлов, Бернгард Иоаким фон, гофмейстер великого герцога Мекленбург-Шверинского (de:Bernhard Joachim von Bülow)[7]
103. 22 июня 1823 — князь Коловрат-Либштейнский, Франц Антон, действительный тайный советник австрийской службы[7]
104. 23 июня 1823 — Авраам, епископ Астраханский и Кавказский[7]
105. 23 июня 1823 — Евгений, епископ Псковский[7]
106. 11 июля 1823 — Клейнмихель, Пётр Андреевич, генерал-майор[7]
107. 31 августа 1823 — Вильсон, Александр Яковлевич, чиновник 4-го класса[7]
108. 9 октября 1823 — Жандр, Александр Андреевич, генерал-майор[7]
109. 9 октября 1823 — граф Гурьев, Александр Дмитриевич, генерал-майор[7]
110. 10 октября 1823 — Бутовт-Андржейкович, Михаил Фадеевич, статский советник[7]
111. 16 октября 1823 — Шрейдер, Николай Иванович, действительный статский советник[7]
112. 16 октября 1823 — Перовский, Николай Иванович, действительный статский советник[7]
113. 9 ноября 1823 — Мелетский, бригадный генерал польских войск[7]
114. 9 ноября 1823 — Гечевич, Викентий Иванович, статский советник[7]
115. 17 ноября 1823 — граф Мерси, надворный советник австрийской государственной канцелярии (см. Мерси-Аржанто)[7]
116. 7 декабря 1823 — Столыпин, Дмитрий Алексеевич, генерал-майор[7]
117. 7 декабря 1823 — Юшков, Александр Иванович, генерал-майор[7]
118. 7 декабря 1823 — фон дер Ховен, Егор Фёдорович, генерал-майор[7]
119. 12 декабря 1823 — граф Мишо, Александр Францевич, генерал-майор и генерал-адъютант[7]
120. 12 декабря 1823 — Ешин, Василий Васильевич, генерал-майор[7]
121. 12 декабря 1823 — граф Грабовский, Стефан, бригадный генерал польских войск[7]
122. 12 декабря 1823 — Головин, Евгений Александрович, генерал-майор[7]
123. 14 декабря 1823 — Хоментовский, Михаил Яковлевич, генерал-майор[7]
124. 19 декабря 1823 — Орловский, Пётр Герасимович, генерал-майор[7]
125. 19 декабря 1823 — Лейтон, Яков Иванович, действительный статский советник[7]
126. 21 декабря 1823 — Пирогов, Ипполит Иванович, генерал-майор[7]
127. 30 декабря 1823 — Васильчиков, Алексей Васильевич, шталмейстер[7]
128. 1 января 1824 — Дадиани, Тариел, князь Мингрельский[12]
129. 16 февраля 1824 — Байков, Лев Сергеевич[12]
130. 16 февраля 1824 — граф фон Мюлинен, Бернард Албюерт Рудольф, бывший вюртембергский посланник при французском дворе (см. de:Mülinen)[12]
131. 27 февраля 1824 — Сапарьев, Леонтий Васильевич[12]
132. 27 февраля 1824 — Перский, Михаил Степанович, генерал-майор[12]
133. 27 февраля 1824 — Маркевич, Андрей Иванович, генерал-майор[12]
134. 6 апреля 1824 — Новосильцев, Николай Петрович, действительный статский советник[12]
135. 6 апреля 1824 — Феофил, епископ Екатеринославский, Херсонский и Таврический[12]
136. 6 апреля 1824 — Жеребцов, Дмитрий Сергеевич[12]
137. 2 мая 1824 — Бижеич, Семён Агафонович, действительный статский советник[12]
138. 30 мая 1824 — виконт Вассеро, Луис, генерал-майор французской службы (fr:Louis Vasserot)[12]
139. 30 мая 1824 — Тромелен, генерал-майор французской службы[12]
140. 30 мая 1824 — барон Венсан, Анри Катерин Бальтазар, генерал-майор французской службы (fr:Henri Catherine Balthazard Vincent)[12]
141. 30 мая 1824 — виконт Бертье, Жозеф Александр де, генерал-майор французской службы (fr:Joseph-Alexandre Berthier)[12]
142. 30 мая 1824 — виконт де Сен Марс, генерал-майор французской службы[12]
143. 30 мая 1824 — граф Ларошжаклен, Огюст дю Вержье, генерал-майор французской службы[12]
144. 30 мая 1824 — принц Иосиф Кариньянский, генерал-майор французской службы[12]
145. 30 мая 1824 — граф Дени де Дамремон, Шарль-Мари, генерал-майор французской службы[12]
146. 30 мая 1824 — барон Гужон, генерал-майор французской службы[12]
147. 30 мая 1824 — граф д’Аргон, генерал-майор французской службы[12]
148. 15 июня 1824 — граф де Вила-Реал, бригадир и член совета португальской службы[12]
149. 15 июня 1824 — маркиз Силвейра, Мануэл (Шавес), генерал-лейтенант португальской службы[12]
150. 12 июля 1824 — Эйлер, Александр Христофорович, генерал-майор[12]
151. 12 июля 1824 — Петров, Иван Матвеевич, генерал-майор[12]
152. 12 июля 1824 — князь Гагарин, Андрей Павлович, действительный статский советник[12]
153. 1 августа 1824 — Базен, Пётр Петрович, генерал-майор[12]
154. 19 сентября 1824 — Метлин, Дмитрий Иванович[12]
155. 18 октября 1824 — Брусилов, Николай Петрович, действительный статский советник[12]
156. 31 октября 1824 — Дионисий, епископ Пермский и Екатеринбургский[12]
157. 31 октября 1824 — Кожухов, Иван Степанович[12]
158. 12 декабря 1824 — князь Куракин, Борис Алексеевич, тайный советник[12]
159. 12 декабря 1824 — Казадаев, Александр Васильевич, действительный статский советник[12]
160. 12 декабря 1824 — князь Гагарин, Павел Павлович, действительный статский советник[12]
161. 12 декабря 1824 — Огарёв, Николай Иванович, действительный статский советник[12]
162. 12 декабря 1824 — Николаев, Иван Юрьевич[12]
163. 12 декабря 1824 — Павленков, Емельян Осипович, генерал-майор[12]
164. 12 декабря 1824 — барон Мунк, Отто Магнус, гофмейстер[12]
165. 1 января 1825 — Ефремов, Иван Ефремович, генерал-майор[12]
166. 9 января 1825 — Бибиков, Дмитрий Гаврилович, действительный статский советник[12]
167. 14 января 1825 — Быченский, Михаил Тимофеевич, контр-адмирал[12]
168. 30 января 1825 — Экельн, Филипп Филиппович, генерал-майор[12]
169. 30 января 1825 — Каблуков, Платон Иванович, генерал-майор[12]
170. 13 марта 1825 — Вронченко, Фёдор Павлович, действительный статский советник[12]
171. 17 марта 1825 — барон Моренгейм, Павел Васильевич[12]
172. 29 марта 1825 — Гедеонов, Александр Михайлович, действительный статский советник[12]
173. 29 марта 1825 — князь Долгоруков, Николай Васильевич, камергер[12]
174. 29 марта 1825 — князь Щербатов, Сергей Григорьевич[12]
175. 2 апреля 1825 — Шулепов, Пётр Петрович[12]
176. 3 апреля 1825 — Богдановский, Андрей Васильевич[12]
177. 3 апреля 1825 — Безобразов, Григорий Михайлович, действительный статский советник[12]
178. 1 июня 1825 — граф Замойский, Станислав Костка, президент сената Царства Польского[12]
179. 1 июня 1825 — Брониковский, Адам Феликс, сенатор-каштелян Царства Польского (pl:Adam Feliks Oppeln-Bronikowski)[12]
180. 1 июня 1825 — барон Кобылинский, Флориан, президент губернской комиссии Плоцкого воеводства Царства Польского (pl:Florian Kobyliński)[12]
181. 1 июня 1825 — граф Малаховский, Станислав Александр, сенатор-каштелян Царства Польского[12]
182. 1 июня 1825 — Радошевский, Юзеф, президент губернской комиссии Калишского воеводства Царства Польского[12]
183. 1 июня 1825 — Рембелинский, Раймунд, президент губернской комиссии Мазовецкого воеводства Царства Польского (pl:Rajmund Rembieliński)[12]
184. 1 июня 1825 — Велиогловский, Каспар, президент губернской комиссии Краковского воеводства Царства Польского[12]
185. 1 июня 1825 — Пивницкий, Станислав, маршал сейма Царства Польского (pl:Stanisław Piwnicki)[12]
186. 4 июля 1825 — граф Грохольский, Николай Мартынович,[12]
187. 16 июля 1825 — Самбурский, Аким Петрович,[12]
188. 22 июля 1825 — барон Дризен, Фёдор Васильевич, генерал-майор[12]
189. 29 июля 1825 — Жулковский, Николай Дмитриевич, действительный статский советник[12]
190. 29 июля 1825 — граф фон Бальке, Фридрих Вильгельм, гофмаршал наследного великого герцога Саксен-Веймарского[12]
191. 22 августа 1825 — князь Любомирский, Константин Ксаверьевич, генерал-майор[12]
192. 30 сентября 1825 — Сорокунский, Акинфий Иванович[12]
193. 19 октября 1825 — Греков, Степан Евдокимович[12]